# Huaycán
Huaycán, cuyo nombre oficial es Comunidad Urbana Autogestionaria de Huaycán, es una localidad del distrito de Ate, en la ciudad de Lima, capital del Perú. Limita al norte, con el distrito de Lurigancho-Chosica; al este, con el distrito de Chaclacayo: al sur, con el distrito de Cieneguilla; y al oeste, con las localidades de Pariachi y Horacio Zevallos. 
La localidad está conformada principalmente por inmigrantes del ande peruano, que ocuparon el área buscando mejorar su nivel de vida, así como mayores oportunidades de trabajo en la ciudad de Lima; siendo esto el motivo por el cual la localidad sea denominada la Ciudad de la Esperanza.

## Toponimia
Huaycán deriva de Huayco (del quechua wayqu 'quebrada'), por la quebrada del sitio donde en algún tiempo bajó huayco, sus quebradas pedregosas y arenosas arrastradas por el mismo.
Según el lingüista peruano Rodolfo Cerrón-Palomino, especialista en lenguas andinas y reconstrucción lingüística incluyendo al quechua y aimara, Huaycán proviene de las lenguas aimaraicas, de los vocablos wayk'a (ají o ajíes) y el sufijo locativo posesivo 'n' lo que signifcaría combinado como 'tierra o lugar de ajíes'.

## Geografía
Se ubica en el distrito de Ate, a la altura del kilómetro 16,5 de la carretera Central, entre las faldas de los cerros Fisgón y Huaycán, en el este de la provincia de Lima. Limita al norte, con el distrito de Lurigancho-Chosica; al este, con el distrito de Chaclacayo: al sur, con el distrito de Cieneguilla; y al oeste, con las localidades de Pariachi y Horacio Zevallos. 
Tiene una población de más de 160 mil habitantes. 

## Historia

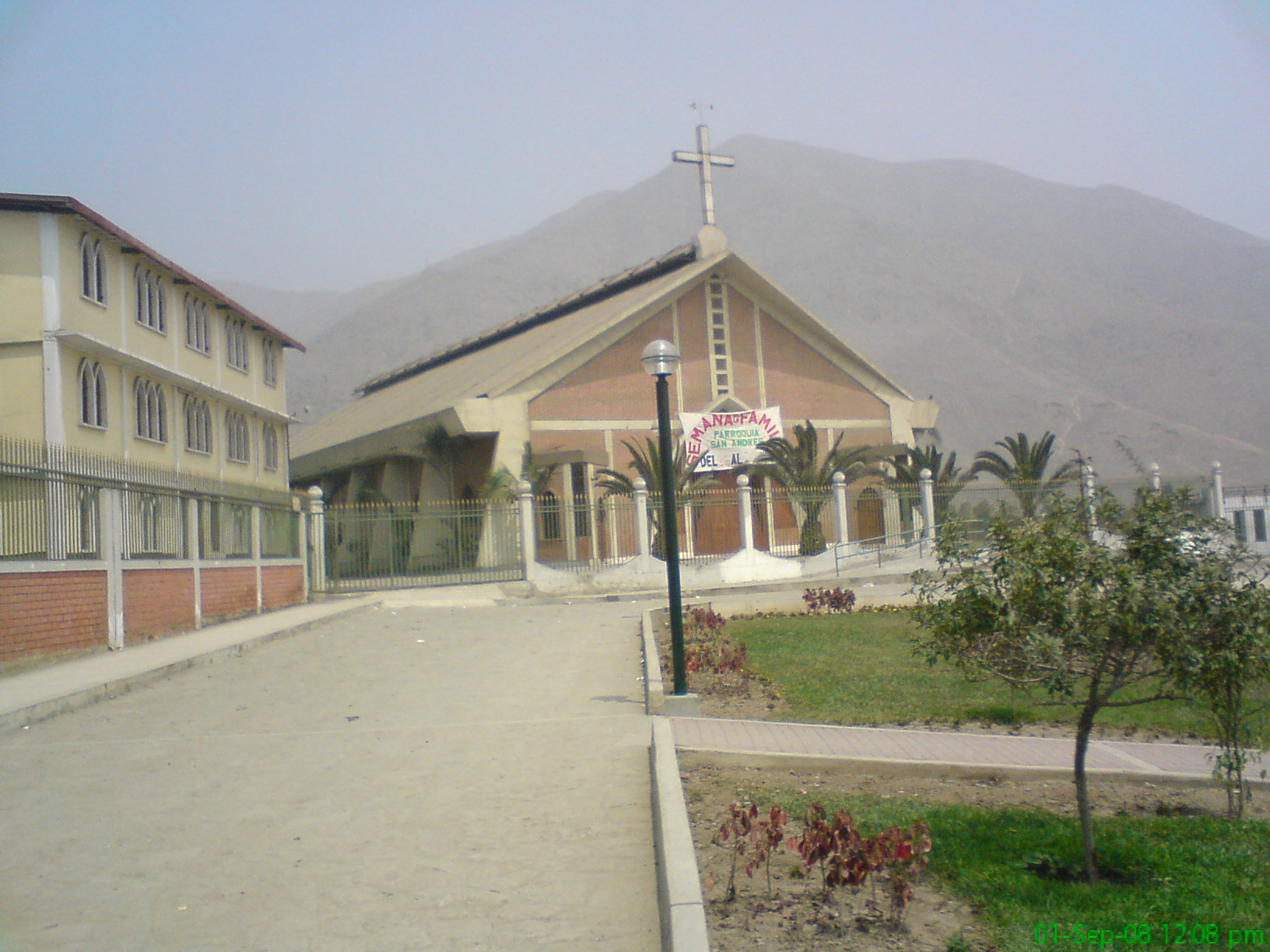
Catedral de San Andrés, parte de la diócesis de Chosica.

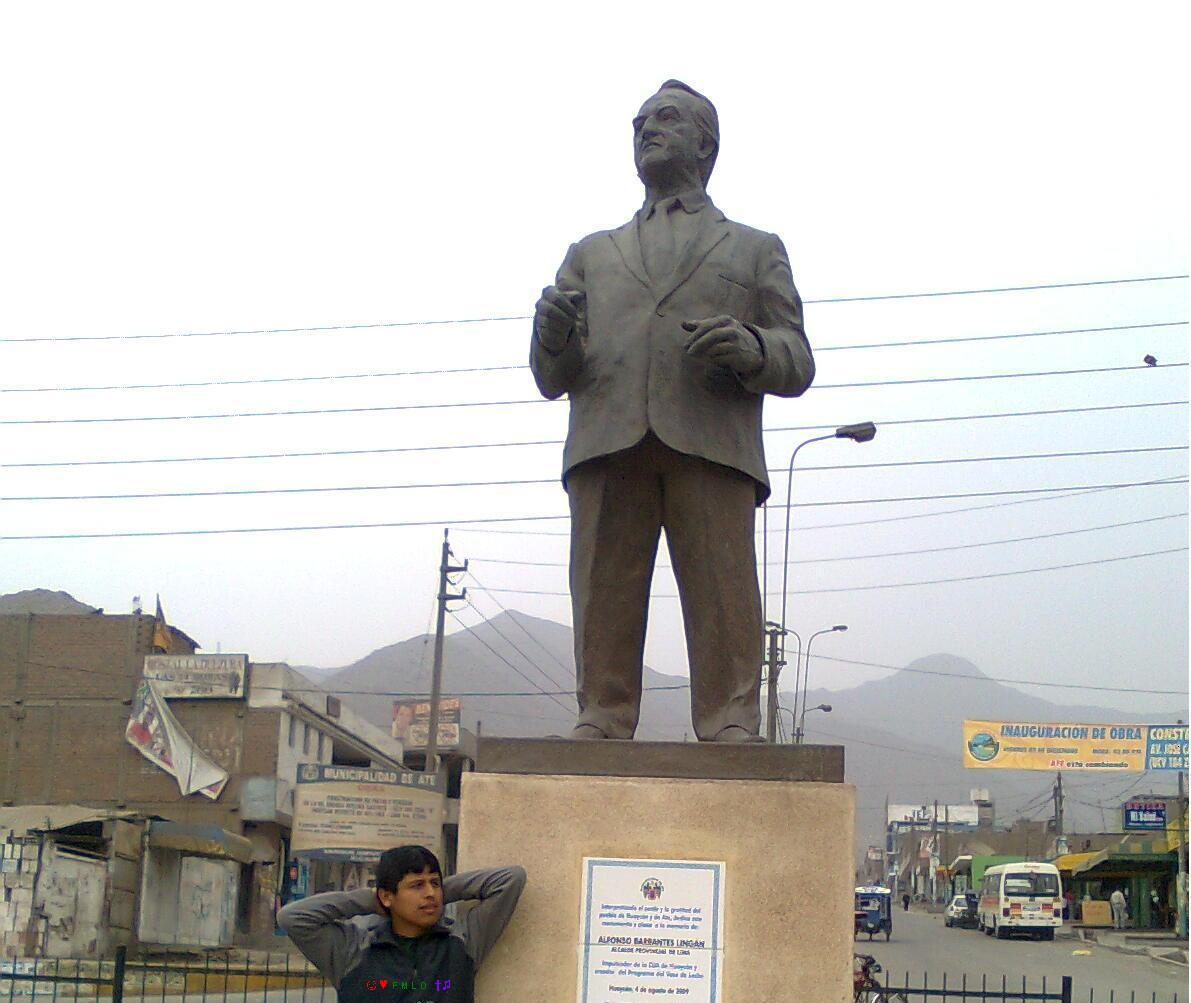
Monumento al exalcalde Alfonso Barrantes. Escultura de Franco Ochoa

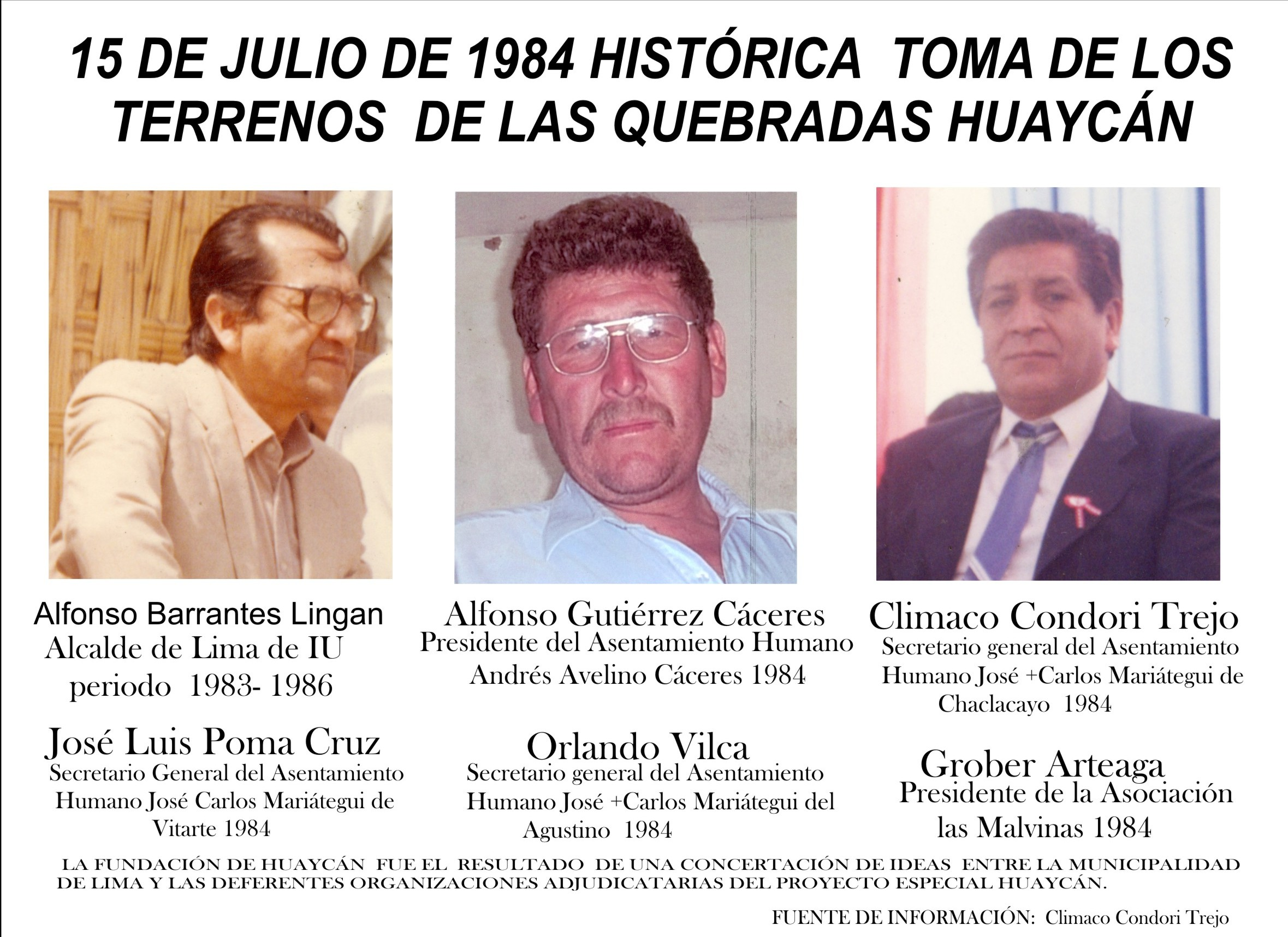
Fundadores de Huaycán.

El surgimiento del Proyecto Especial Huaycán en 1984 formó parte del plan de Desarrollo Urbano del Gobierno Municipal de Izquierda Unida (IU) elaborado en la gestión del alcalde de Ate, Franklin Acosta del Pozo. Ate estaba considerado en el programa de los tres "Conos" de Lima Metropolitana, para las familias sin vivienda y de escasos recursos económicos. En el Cono Sur (Lima Sur), las pampas de Manchay; el Cono Norte (Lima Norte), las Laderas del río Chillón y San Juan de Lurigancho; y el Cono Este (Lima Este), las Quebradas de Huaycán, que todavía se encontraban bajo el custodio de la Familia Pope, considerados como supuestos dueños.
Las gestiones para la adjudicación de terrenos en la Quebrada de Huaycán, se inician antes de 1983, por integrantes 18 agrupaciones de vivienda, en su mayoría trabajadores de los poderes del Estado, durante la gestión del alcalde de Lima Metropolitana, Eduardo Orrego Villacorta, del partido Acción Popular. Realizándose previamente los estudios pertinentes y el levantamiento topográfico del Proyecto Especial Huaycán.
En septiembre de 1983, un grupo de familias se agrupó en el asentamiento humano Andrés Avelino Cáceres de Ate Vitarte. En marzo de 1984, se fundó el Asentamiento Humano Pro-Huaycán José Carlos Mariátegui de El Agustino, el cual reunió a unos 500 socios.
Los asentamientos humanos de los distritos de Chaclacayo, Ate y El Agustino, en su mayoría impulsados por dirigentes del partido Izquierda Unida (IU), solicitaron a principios de 1984 la adjudicación de los terrenos en la quebrada de Huaycán. Esta solicitud fue atendida por el entonces Alcalde Provincial de Lima Alfonso Barrantes Lingán, quien promovió el surgimiento del Proyecto Especial Huaycán, que conformaba el Plan de Desarrollo Urbano en los tres conos de Lima Metropolitana, como una alternativa para las familias de escasos recursos económicos que no poseían vivienda. Habilitándose este proyecto en el Cono Sur las Pampas de Manchay, en el Cono Norte las Laderas del río Chillón y San Juan de Lurigancho, y en el Cono Este la Quebrada de Huaycán.
Siendo el propósito de avanzar en la ejecución del proyecto piloto, en el mes de febrero de 1984, en común acuerdo con los adjudicatarios se inicia los primeros trabajos de diseño del proyecto, con la designación oficial del arquitecto Eduardo Figari Wolf como director de la Secretaría Ejecutivo responsable del Proyecto Especial Huaycán. El 3 de mayo de 1984, se estableció el «Proyecto Especial de Habilitación Urbana de Huaycán» (PEHUH), mediante Resolución de Alcaldía N.º 40. Figari convocó a todos los representantes de las organizaciones empadronadas en el proyecto con la finalidad de discutir el modelo del proyecto, estableciéndose reuniones semanales en la Municipalidad de Lima por un periodo de dos meses, y al mismo tiempo recibir los aportes.
El 13 de julio de 1984, se realizó la última reunión de coordinación, con la presencia del alcalde Barrantes. Se acordó la ubicación de cada una de las agrupaciones mediante la firma de un acta, comprometiéndose además a respetar los linderos del Instituto Nacional de Cultura (INC). A las asociaciones y cooperativas de vivienda, por ser los primeros gestores, se les asignó la parte baja de Huaycán, lo que hoy en día corresponde a la zona A, mientras que los asentamientos humanos se ubicarían en las partes altas.
El 15 de julio, estas agrupaciones realizaron la toma de las tierras de una manera organizada y pacífica. Comenzaron a llegar en primer lugar la organización principal más organizada como la Asociación de pobladores sin techo Andrés A. Cáceres con 3600 familias luego las otras dos organizaciones como el asentamiento humano José Carlos Mariátegui de El Agustino, con más de mil familias. Posteriormente llegaron en un tercer grupo formado por dos mil miembros el A.H. José Carlos Mariátegui de Vitarte portando materiales de construcción. Por último, llegó la asociación de vivienda Las Malvinas de Ñaña. Con el fin de agrupar todas las organizaciones integrantes en una sola, se propone crear el «Comité de Gestión del Programa Especial de Habilitación Urbana del Área de Huaycán», quedando como la única entidad de dirección y decisión dentro del proyecto. Su presidencia recayó en Eduardo Figari.
Del 19 al 21 de julio de 1985, se realizó el Primer Congreso Ordinario con la asistencia de 700 delegados y se funda la Asociación de Pobladores del Asentamiento Humano Huaycán APAHH. Con el propósito de avanzar en el modelo de organización, Luego, se impulsa el Primer Congreso Estatuario, realizado los días 12, 13 y 20 de septiembre de 1987, creándose la Comunidad Urbana Autogestionaria de Huaycán.

### Época del terrorismo
A finales de la década de 1980, durante el gobierno de Alan García Pérez del Partido Aprista, Huaycán se convirtió en uno de los escenarios de la insurgencia comunista urbana. El grupo terrorista Sendero Luminoso (PCP-SL), buscaba cercar la capital del país y llevar la guerra popular del campo a la ciudad. Para tal efecto, creó bases de apoyo infiltradas en Ate, la carretera Central, en la Asociación de Vivienda Jorge Félix Raucana, y en esta comunidad autogestionaria.
El 25 de julio de 1986, el dirigente aprista de Huaycán, Andrés Tapia, fue ejecutado por miembros de Sendero Luminoso. El 17 de febrero de 1987, sectores de la población de Huaycán iniciaron una serie de marchas en rechazo de la insurgencia, y solicitando la titulación de sus viviendas, así como una mayor atención por parte del gobierno con respecto a los servicios básicos de agua y electricidad. Militantes de Sendero Luminoso intentaron realizar acciones armadas; sin embargo, fueron neutralizados por los dirigentes de Huaycán. El día 27 de marzo de 1988 hubo otra marcha de pobladores, la cual fue repelida con gases lacrimógenos y vehículos de la Policía Nacional, uno de los cuales atropelló a dos de los manifestantes, lo que causó la muerte de Rafael Flores Echevarría y lisió al otro. Además, la policía detuvo a unos 300 manifestantes. Al final el alcalde aprista Jorge Del Castillo licitó las obras solicitadas y agilizó los trámites de titulación de las viviendas.
Durante los años 90, el entonces presidente Alberto Fujimori estableció en Huaycán una base del Ejército Peruano, la cual ejecutó tanto un plan de control consistente en ejecuciones y detenciones masivas, así como planes de obras públicas y acciones puntuales de reparto de víveres.

### Distrito de Huaycán
A fines de enero de 2017, la Comisión Permanente del Congreso peruano aprobó el dictamen que declara de interés nacional la distritalización de Huaycán. El proyecto, fue aprobado en primera votación y es el inicio del procedimiento legal para la creación del nuevo distrito de Huaycán, la autora de la propuesta fue la congresista fujimorista Úrsula Letona. La nueva jurisdicción municipal tendría 27,40 km² de superficie y una población de 160 mil habitantes, 25% de la población de Ate.
El 3 de marzo de 2017, el Congreso de la República, bajo la presidencia de la congresista Luz Salgado, promulgó la Ley N.º 30544 que declara de interés nacional y necesidad pública la creación del distrito de Huaycán. El día jueves 20 de mayo del 2021, el congreso da luz verde a la petición, y se crea el distrito de Huaycán. Ese mismo día, el Congreso de la República, aprobó, con 103 votos a favor, la creación del distrito de Huaycán, mediante el proyecto de Ley N.º 7695-2021, en la provincia y departamento de Lima. Esto fue un acto constitucional que hace justicia a una población de más de 150,000 habitantes de un área comprendida en las zonas 6 y 7 del distrito de Ate. 
En la actualidad, debido a los desacuerdos de varios pobladores del distrito de Ate por negarse a pertenecer al distrito de Huaycán, trajo como consecuencia, a que la ley no se ponga en práctica. Lo que provocó, que los vecinos de Huaycán sigan votando por el distrito de Ate, en las elecciones municipales de Lima de 2022. Asimismo, que sigan tributando en el distrito homónimo y que la municipalidad de Ate siga brindando sus servicios al sector.

## Población y división administrativa

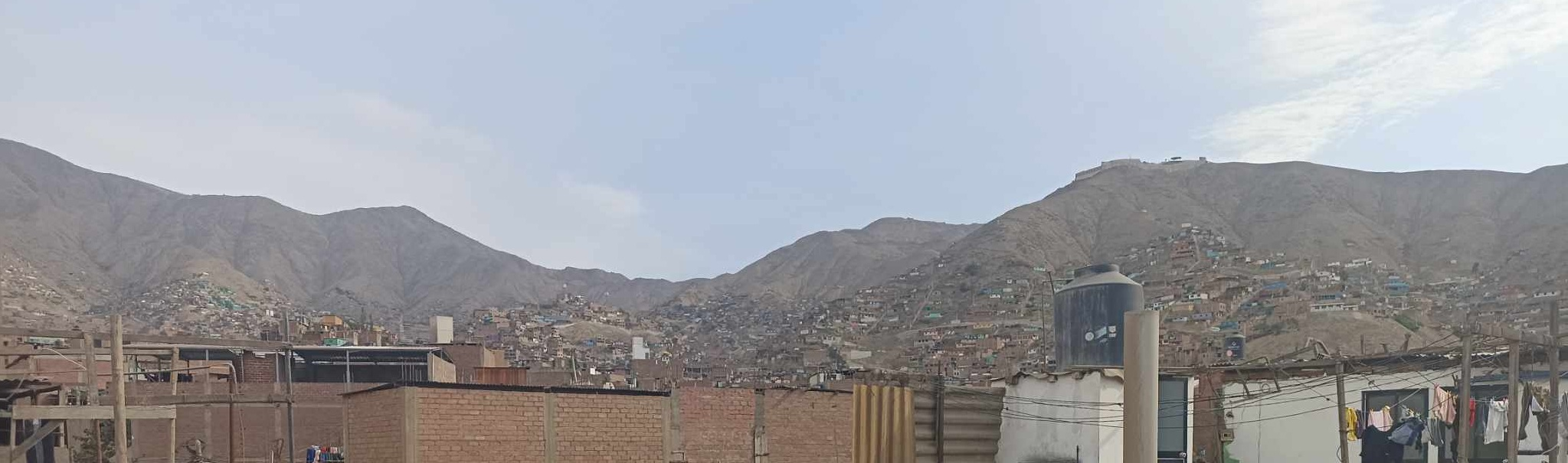
Zona I, J, X, V y R

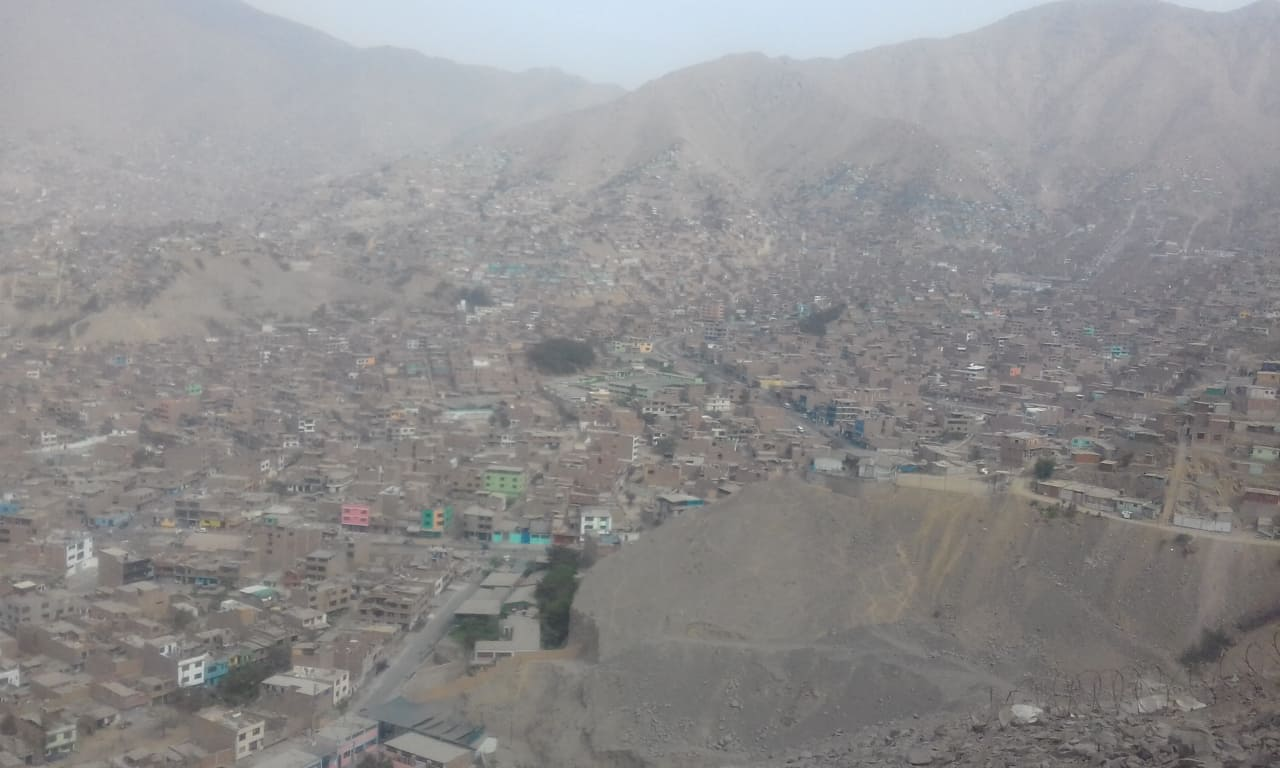
Zona D, E, F, G, H I, J, K, L y X.

Huaycán cuenta con más de 160 000 habitantes. Cuenta con más de 20 zonas con nombres de las letras del abecedario, de la A a la Z y separadas por Ucevés UCV / manzanas y las prolongaciones de asociaciones vecinales en algunas zonas. La zona U antes existió, ahora es parte de la zona I.
| N.º | Zona |
| --- | ---- |
| 1   | A    |
| 2   | B    |
| 3   | C    |
| 4   | D    |
| 5   | E    |
| 6   | F    |
| 7   | G    |
| 8   | H    |
| 9   | I    |
| 10  | J    |
| 11  | K    |
| 12  | L    |
| 13  | M    |
| 14  | N    |
| 15  | Ñ    |
| 16  | O    |
| 17  | P    |
| 18  | Q    |
| 19  | R    |
| 20  | S    |
| 21  | T    |
| 22  | Z    |

## Turismo

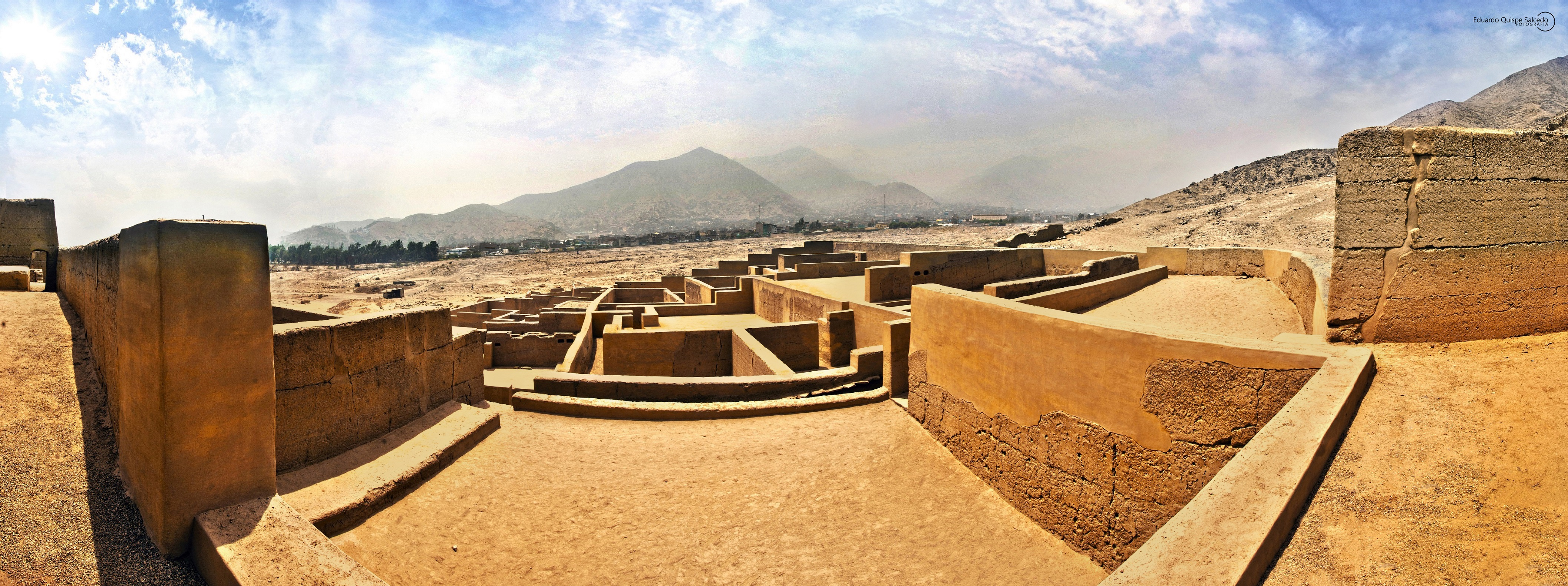
La Z.A. Monumental Huaycán de Pariachi

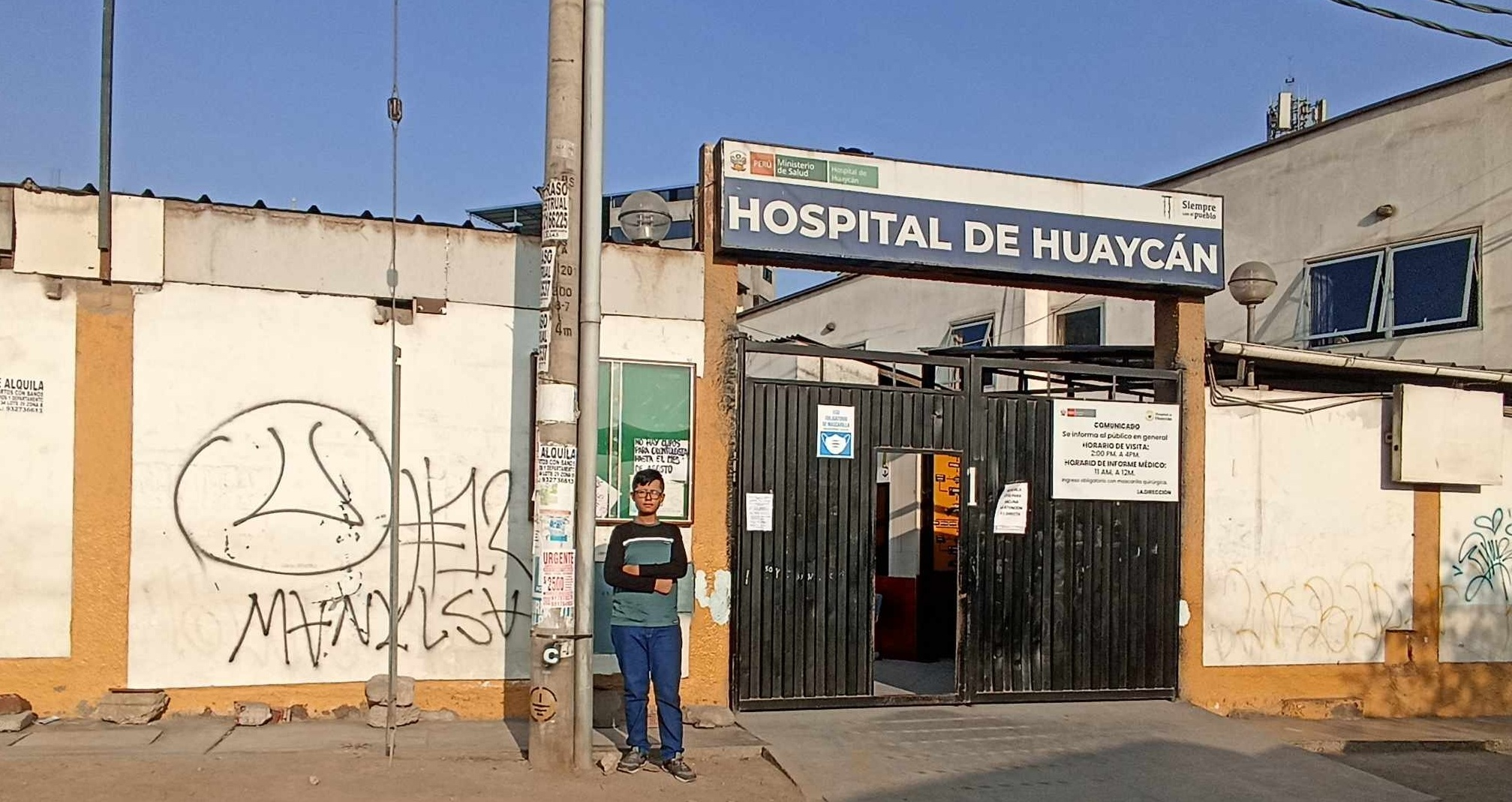
Hospital de Huaycán

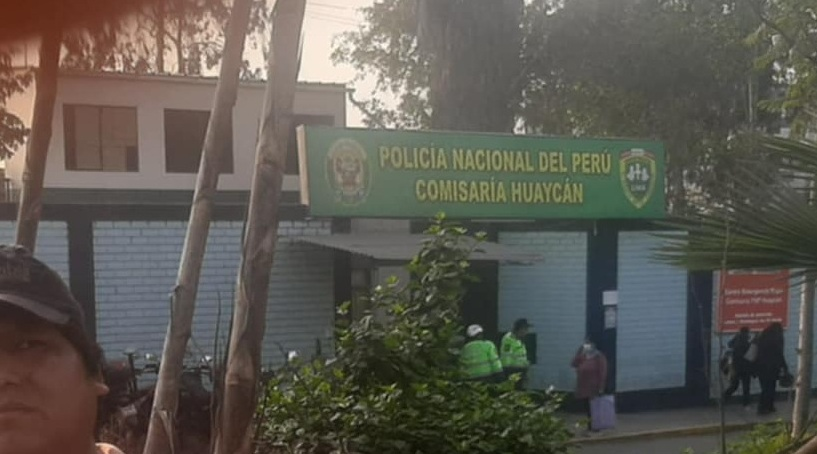
Comisaría Huaycán

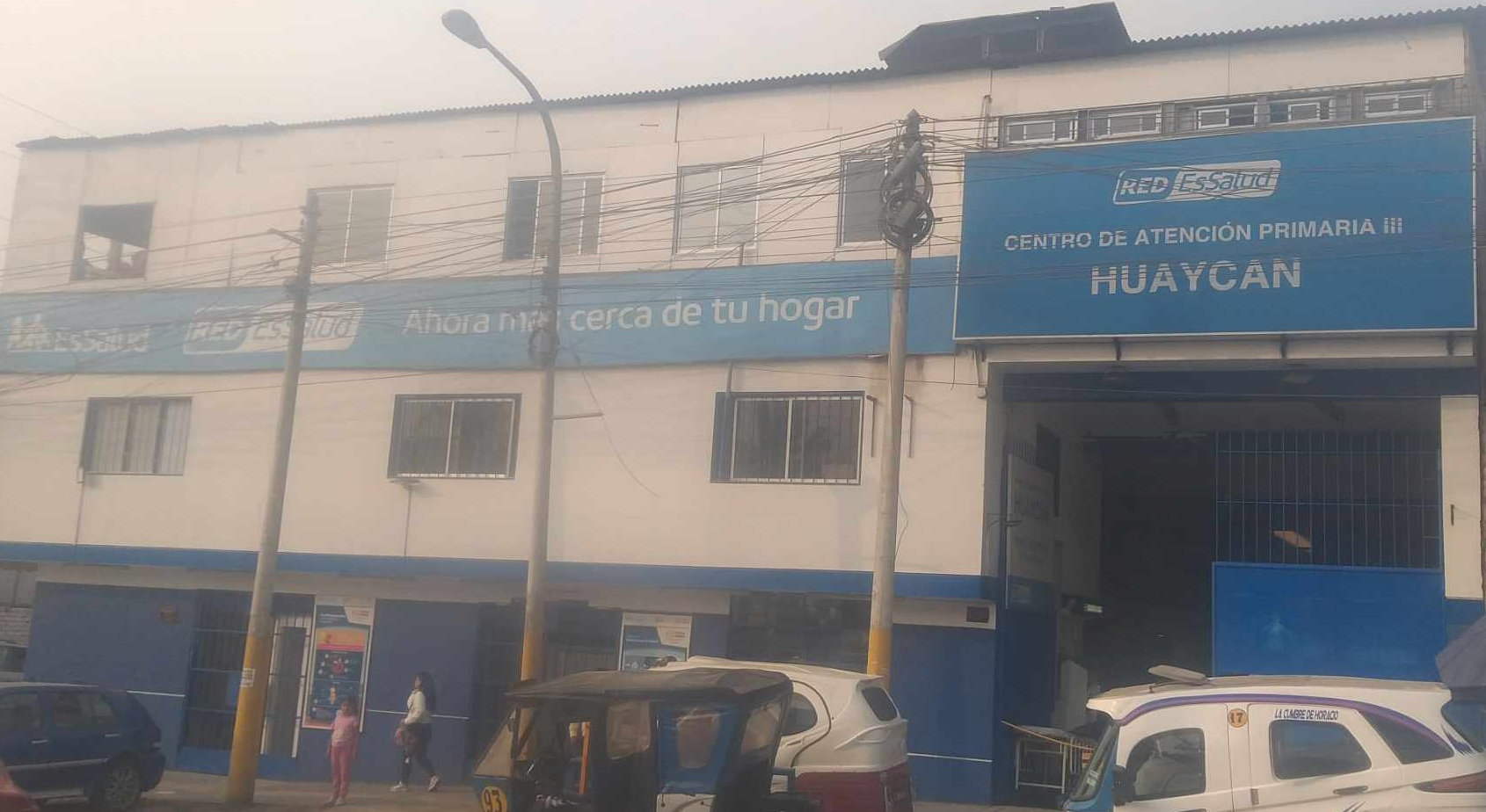
Hospital EsSalud Huaycán

- Palacio arqueológico Huaycán,[9][10][11][12] centro arqueológico prehispánico, guarda muestras y riquezas de la expresividad edificatoria de los antiguos peruanos. Su ingreso se ubica en una de las curvas de la avenida Los Incas que bordea desde 1972 el Barrio El Descanso. El 10 de octubre de 2000 fue declarado Patrimonio Cultural de la Nación, lo que refuerza la intangibilidad de las áreas, su verdadero nombre es Complejo Monumental Arqueológico Huaycán de Pariachi. Las visitas de manera gratuita son coordinadas con guías del Museo de Puruchuco o voluntarios de Huaycán Cultural, Huaycán Turístico, entre otros.
- Zona arqueológica monumental Huaycán de Pariachi
- Montículos de Huaycán, son grupos de montículos dispersos en pleno valle. Ubicados entre las localidades de Huaycán, Pariachi y Horacio Zeballos.
- Plaza de Armas de Huaycán
- Centro Cívico
- Catedral San Andrés de Huaycán, fundada en la década de los noventa, se encuentra ubicada en el actual Centro Cívico de Huaycán, es la representación máxima del catolicismo en Lima Este y sede titular del obispo de la diócesis de Chosica.
- Hospital de Huaycán,[13][14][15] primero fue un puesto de salud que fue creado en septiembre de 1984, luego el 31 de julio de 2003 por Resolución Ministerial N.º 0868-2003-SA/DM el Local de salud fue elevado a la categoría de Hospital de Baja Complejidad I, actualmente está ubicada en la avenida José Carlos Mariátegui, S/N Zona "B".
- Parque Industrial Nº1 Huaycán, fundado en 1998, se encuentra ubicado en el margen lateral izquierdo de la quebrada viniendo desde la carretera Central por la avenida Andrés Avelino Cáceres, concentra el desarrollo productivo de cinco grandes sectores económicos, metal-mecánica, maderas, textiles, calzados y artesanías.
- Comisaría de Huaycán, ubicada en la avenida José Carlos Mariátegui en Huaycán. Es la comisaría que más manzanas custodia en Lima, con más de 3500 manzanas.[16][17]
- Club Metropolitano Pascuala Rosado Cornejo, inaugurado el 27 de enero del 2025,[18][19] ubicado al lado de la comisaría de Huaycán.

## Comercio
Una de las actividades económicas predominantes en Huaycán es el comercio. Luego de la fundación de Huaycán en 1984, la avenida 15 de Julio se convirtió en la mayor gestación de su actividad económica comercial gracias a su principal mercado de abastos y servicios menores.
En 2006, se inició un crecimiento exponencial de entidades financieras y bancarias como cajas municipales, financieras privadas y bancos como el BBVA Banco Continental, Scotiabank, Banco de Crédito del Perú, Interbank, Banco Azteca y MiBanco.

## Educación

#### Instituciones educativas

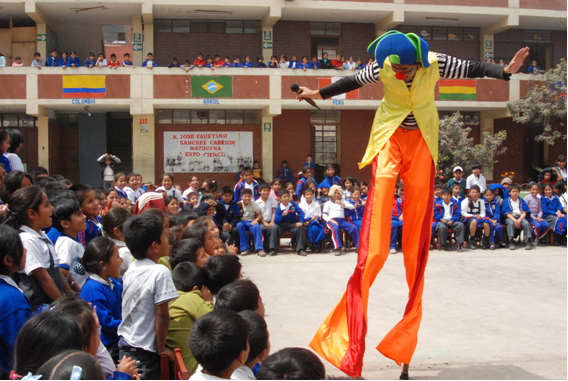
Escolares de un colegio estatal.

Existen más de 60 colegios en Huaycán y un instituto superior tecnológico público
Entre los centros educativos estatales y particulares podemos mencionar:
| Colegios estatales    | Colegios estatales |
| --------------------- | --- |
|                       | - IE Mixto Huaycán - IE Manuel González Prada - IE "Fé y Alegría Nº 53" - IE 1236 "Alfonso Barrantes de Lingán" - IE 1245 "José Carlos Mariátegui" - I.E. 1248 "5 de Abril" - I.E. 1255 "Walter Peñaloza Ramella" - I.E. 1258 "Sebastián Lorente" - I.E. 1260 "El Amauta" - I.E. 1265 "Santa Rosa de Lima" - I.E. 1268 "Gustavo Mohme Llona" - I.E. 1270 "Juan el Bautista" - I.E. 1271 "San Juan Bautista" - I.E. 1279 "Marko Jara Schenone" - I.E. 1289 - I.E. 1257 "Reino Unido de Gran Bretaña" - I.E. "Colegio Especial Nº15" - I.E.I 207 Divino Niño Jesús |
| Colegios privados     | |
|                       | - I.E.P Glorioso Mariscal Cáceres (Secundaria) - I.E.P. Mariscal Cáceres Dorregaray (Primaria) - I.E.P. Aprendiendo Como Jugando (Inicial) - I.E. Javier Heraud - I.E. New School - I.E. Euler - I.E. Thales - I.E.P. Gabriela Mistral - I.E. Madre Inmaculada Concepción - I.E. San Isidro - I.E. Leonardo Da Vinci - I.E. María Montessori - I.E. José Ingenieros - I.E.P. El Niño Genio - I.E. Mi Pensamiento - I.E. Virgen de Fátima - I.E. Corazón de Guadalupe, UCV 75 Zona E - I.E. Anna Jarvis, UCV 30 Zona B - I.E. Virgen de Guadalupe - I.E. Daniel Goleman - I.E. Boston - I.E. Daniel Alcides Carrión - I.E. Santa Inés - I.E. Salesiano - I.E. Mundo Mejor - I.E. Happy Children - I.E. Santa María Apóstol - I.E. Jesús Pastor - I.E. INTERNACIONAL ELIM - I.E. C.T.P.C. "San Francisco de Asís" - I.E. Ciencias Aplicadas Albert Einstein |
| Instituto tecnológico | |
| 1                     | Instituto de Educación Superior Tecnológico Público Huaycán |

## Principales avenidas
- Avenida José Carlos Mariátegui
- Avenida 15 de Julio
- Avenida Andrés Avelino Cáceres
- Avenida San Marcos

## Autoridades

### Municipales
Huaycán, al ser parte del distrito de Ate, es gestionada por esta municipalidad.
- Alcalde (2023-2026):
  - Franco Vidal Morales, de Avanza País, alcalde de Ate.

- Jefe de la Agencia de Huaycán: María Isabel Gómez Marroquín
- Consejo Ejecutivo Central
  - Presidente ejecutivo: Eva Espinoza Atencio
  - Consejo de Vigilancia Central: Carlos Estrada Castañeda
  - Comité Electoral Central: Gladys Ureta.

### Policiales
- Comisaría PNP Huaycán
  - Comisario:  Comandante PNP Gilberto V. Uriarte Caña

### Religiosas

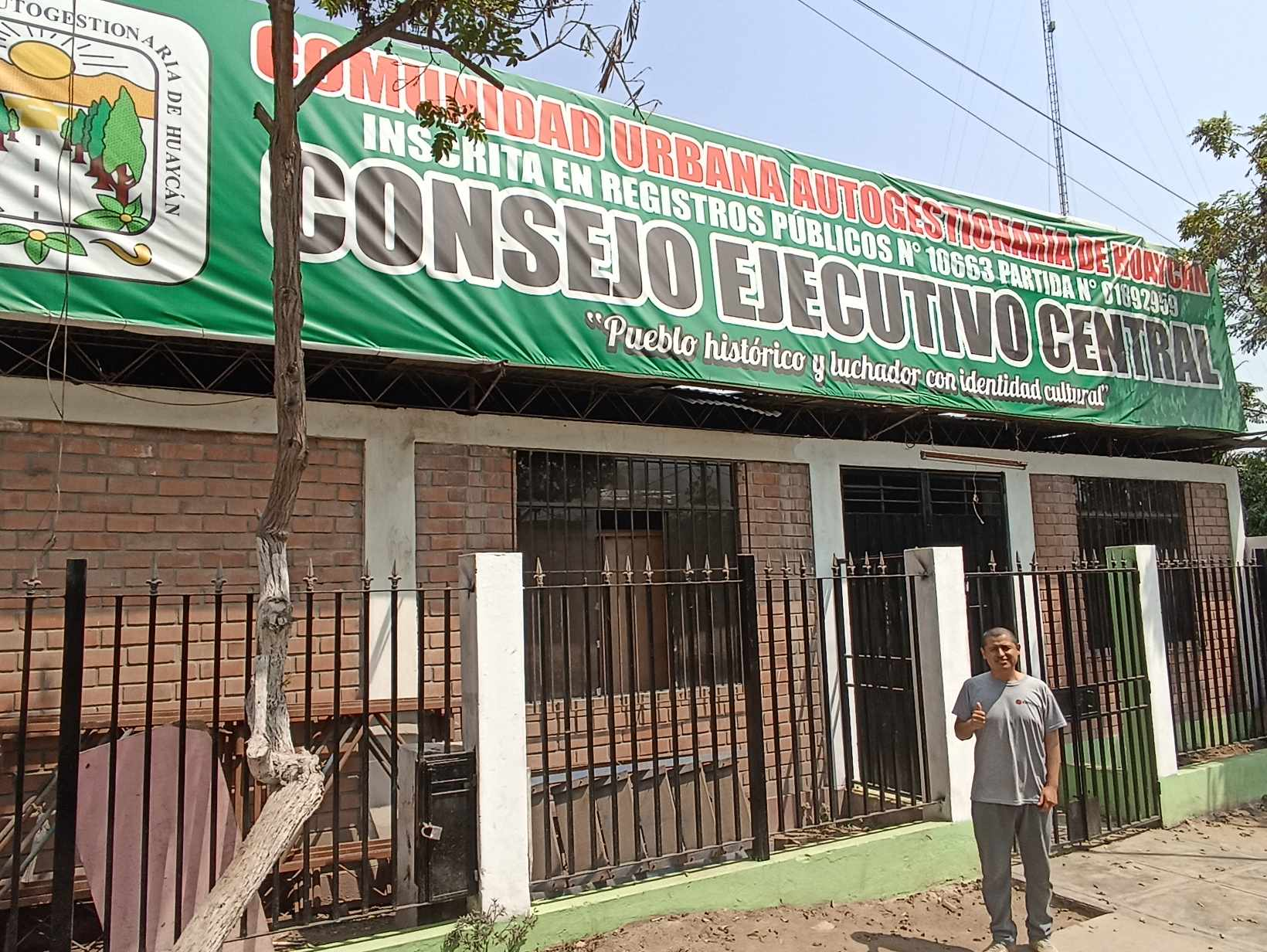
CUAH, Consejo Ejecutivo Central

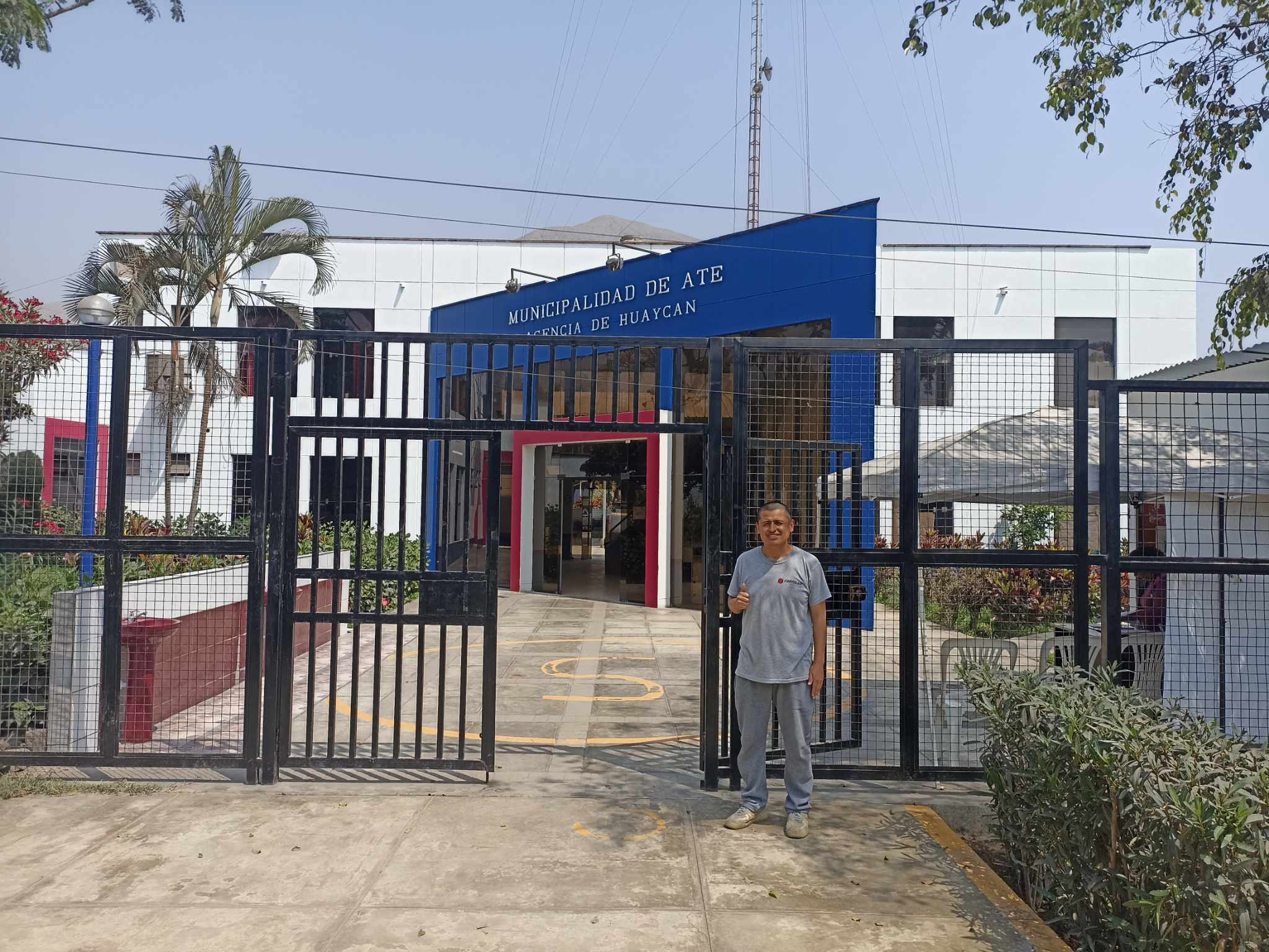
Agencia Municipal Huaycán

- Parroquia San Andrés
  - Párroco: Daniel Malasquez Manco

| Presidentes y Secretarios Generales de Huaycán | Presidentes y Secretarios Generales de Huaycán | Presidentes y Secretarios Generales de Huaycán | Presidentes y Secretarios Generales de Huaycán |
| N.º                                            | Administrador/ra                               | Periodo                                        | Comité y observaciones                         |
| ---------------------------------------------- | ---------------------------------------------- | ---------------------------------------------- | ---------------------------------------------- |
| 1                                              | Comité de gestión                              | 1984-1985                                      |                                                |
| 2                                              | Raúl Rodríguez                                 | 1985-1986                                      | APAHH                                          |
| 3                                              | Walter Ortega Yllanes                          | 1986-1988                                      | APAHH                                          |
| 4                                              | Juan Lara Casabona                             | 1988                                           | CUAH                                           |
| 5                                              | José Vilches Chacón                            | 1988-1990                                      |                                                |
| 6                                              | Luis López Fernández                           |                                                | Transitorio                                    |
| 7                                              | Pascuala Rosado                                | 1991-1993                                      |                                                |
| 8                                              | Richard Ortiz Parraguez                        | 1993                                           |                                                |
| 9                                              | Jaime Pérez Cabanillas                         | 1993-1995                                      |                                                |
| 10                                             | Godofredo Pulcha                               | 1995-1997                                      |                                                |
| 11                                             | Jaime Lastra Domínguez                         | 1998                                           |                                                |
| 12                                             | Pedro Huayta Huamaní                           | 1998-2000                                      |                                                |
| 13                                             | Carlos Castro Ramos                            | 2000-2002                                      |                                                |
| 14                                             | Vicente Arce Céspedes                          | 2003-2005                                      |                                                |
| 15                                             | Vicente Arce Céspedes                          | 2005-2007                                      |                                                |
| 16                                             | Rudy Aliaga Castañeda                          | 2008-2010                                      |                                                |
| 17                                             | Rudy Aliaga Castañeda                          | 2010-2012                                      |                                                |
| 18                                             | Federico Godiño Quincho                        | 2012-2014                                      |                                                |
| 19                                             | Eufrasia Laura Eulogio                         | 2014-2017                                      |                                                |
| 20                                             | Irene Ticse Casabona                           | 2018-2021                                      |                                                |
| 21                                             | Eva Espinoza Atencio                           | 2021-2024                                      |                                                |
| 22                                             | Luis Ramos                                     | 2024-(Presente)                                |                                                |

## Gastronomía
Posee una variada gastronomía, comoː Sancochado, Cebiche, Pachamanca, Patasca, Chanfaina, Arroz chaufa, Sopa de verduras, Sopa de trigo, Broaster, Salchipapa, Hamburguesa, Mostrito, Sándwich, Pollo a la brasa, Anticucho, Arroz con pollo, Arroz con pato, Papa rellena, Causa a la limeña, Ají de gallina, Lomo saltado, Carapulcra, Pancho, Picarón, Emoliente, Estractos de frutas y verduras, Chifle, Cancha palomitas, Chicha morada, Chicha de jora, etc.

## Cultura

### Desfile de Huaycán
Es un concurso de desfile escolar que se realiza en memoria de la fundación de la localidad, que se celebra cada 15 de julio, fecha del aniversario. Inicia con el ingreso de las escoltas de bandera de las instituciones.

### Puntos de cultura
- Huaycán Cultural[30][31][32][33]
- Huaycán Turístico
- Correteando

### Festivales culturales
- Festival 'Mis raíces cuentan'[34]

- Aniversario: 15 de julio
- Festival del folklore
- Pachamama Raymi
- Fiesta del agua

## Medios de comunicación

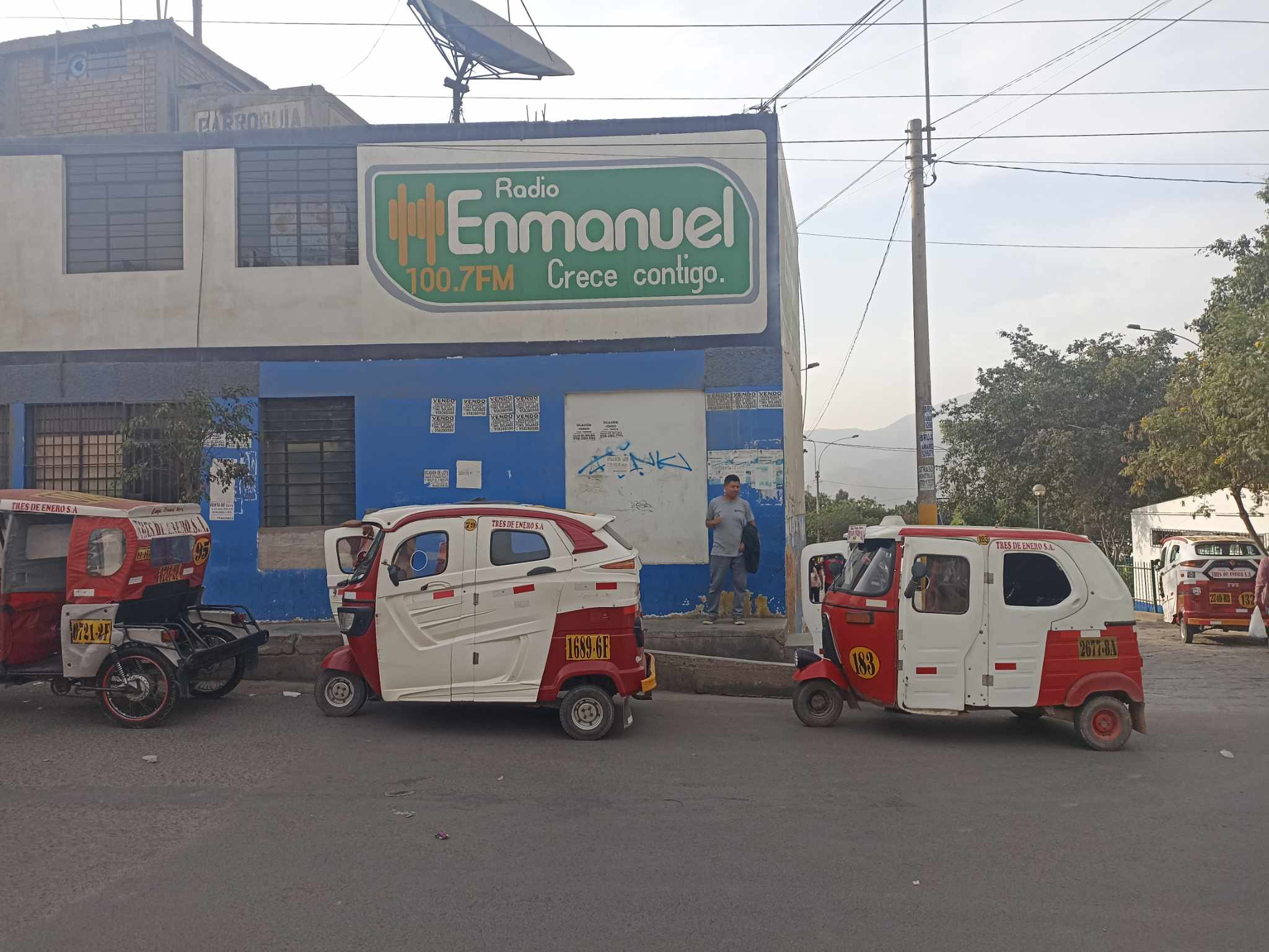
Radio Enmanuel 100.7 FM

### Radio
- Radio La Cajita Musical 91.5 FM
- RPP 99.5 FM (repetidora)
- Radio Emmanuel 100.7 FM
- Radio Mantaro 101.7 FM (Chaclacayo)
- Radio Ágape 104.3 FM
- Radio Nacional 103.9 FM / 850 AM

Asimismo, llegan todas las emisoras de FM y AM de la ciudad de Lima con alcance metropolitano.

### Televisión
- Perú TV
- Andina (Perú)

### Diarios
- El Peruano

Revistas
- Contacto Vecinal
- Yachay
- EAPESE

## Deportes

### Futbol
El balompié huaycanense es el más popular y destacado de la localidad.
| Clubes de fútbol | Clubes de fútbol                  | Clubes de fútbol |
| N.º              | Equipo                            | Liga             |
| ---------------- | --------------------------------- | ---------------- |
| 1                | Alianza Huaycán                   | Distrital        |
| 2                | José Carlos Mariátegui de Huaycán | Distrital        |
| 3                | FC Furigangs                      | Distrital        |

## Espacios
| Espacios abiertos | Espacios abiertos                         | Espacios abiertos | Espacios abiertos |
| N.º               | Parques y plazas                          | Ubicación |                   |
| ----------------- | ----------------------------------------- | --- | ----------------- |
| 1                 | Plaza de Armas de Huaycán                 | |                   |
| 2                 | Parque de la familia                      | |                   |
| 3                 | Parque Zonal F                            | Zona F |                   |
| 4                 | Parque Óscar Benavides                    | |                   |
|                   | Escenarios deportivos                     | |                   |
| 1                 | Estadio municipal de Huaycán Tadeo Pasini | A espaldas del consejo municipal de Huaycán, de la comisaría de Huaycán, del instituto superior tecnológico y del colegio Mixto Huaycán. |                   |
| 2                 | Estadio Zona H                            | Zona H |                   |
|                   | Mercados                                  | |                   |
| 1                 | Mercado La Arenera                        | Entre la Avenida Andrés Avelino Cáceres, zona C y el parque industrial.                                                                  |                   |
| 2                 | Mercado Santa Rosa                        | En la esquina de las Avenidas José Carlos Mariátegui y Andrés Avelino Cáceres.                                                           |                   |

## Religión
La que predomina es el cristianismo, divididos entre los fieles católicos y evangélicos/protestantes. Los católicos poseen una catedral fundada a finales de la década de los noventa a cargo de un obispo, mientras que los protestantes-evangélicos se congregan en una variedad de denominaciones como el Movimiento Misionero Mundial (MMM); iglesia pentecostal; iglesia pentecostés; iglesia primitiva; iglesia clínica celestial; iglesia asamblea de Dios; iglesia Dios es amor; mormones; testigos de Jehová; israelitas; séptimo día; entre otros. Estas denominaciones poseen distintos anexos, esto quiere decir que en un barrio o una manzana puede haber hasta más de tres congregaciones o distintas congregaciones evangélicas, a diferencia de los de los fieles católicos que se congregan en un solo templo como la catedral San Andrés de Huaycán. Pero la minoría de la gente procedente del interior del país donde fueron politeístas o monoteístas por sus antepasados guardan cierta cultura hacia creencia incaica como en el sol (inti en quechua), Killa, Apu, Pachamama, etc. Dada la evangelización en cada barrio, zona y comuna por parte de los creyentes evangélicos y/o protestantes evangelizan a la nueva juventud, haciendo que los creyentes de Dios o dioses del antiguo Tahuantinsuyo se inclinen por poseer una Biblia, esto se incrementa día a día en colegios laicos o no laicos porque en su mayoría de los centros de estudios son manejados por el catolicismo y otros aunque son estatales donde también asisten obispos a dar misa y a bautizar a los estudiantes.

## Huaycanenses notables

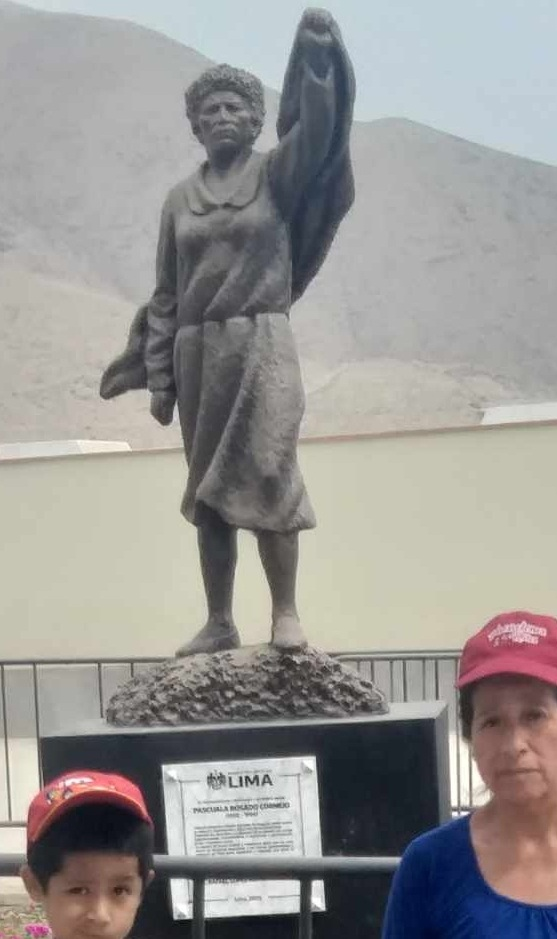
Monumento a Pascuala Rosado en Huaycán

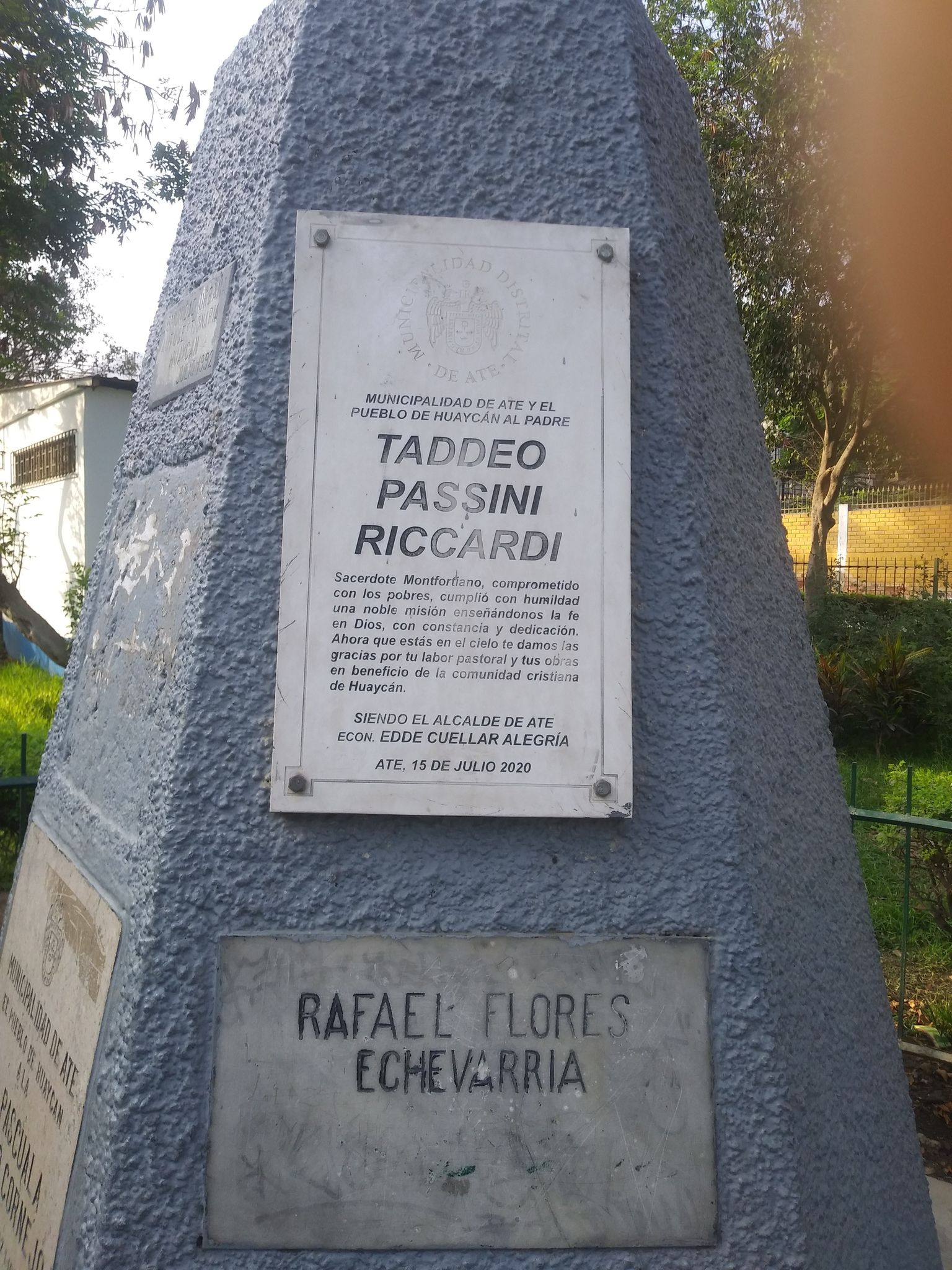
Homenaje al padre Taddeo y Rafael Flores

- Pascuala Rosado: mártir, activista y luchadora social peruana. Fue Secretaria General de Huaycán. Fue asesinada en 1996 por el terrorismo.
- Rafael Flores Echevarría: mártir de Huaycán, fallecido en 1988, a los 19 años, en una manifestación pública, exigiendo los servicios básicos, agua, luz, titulación para las viviendas.
- Taddeo Passini: sacerdote italiano. Ayudó con su liderazgo a la comunidad de Huaycán;[37] como en las grandes movilizaciones hacia Lima de 1987 y 1988.[38][39] Sus obras son la Catedral de Huaycán, Radio Enmanuel, parroquia San Andrés, etc.
- Goretta Favero: Hna. italiana fundadora del Policlínico San Luis María de Montfort,[40] Casa Naturista Peruano Italiana “Anna Margottini”,[41] entre otros.
- Guido P. Lombardi: médico y antropólogo físico peruano. Descubrió los Petroglifos de Huaycán,[42][43] la planta Peperomia dolabriformis var. lombardii[44] y es fundador de las Charlas Culturales de Huaycán.
- Christian Vásquez: futbolista peruano de la Primera División Peruana.

## Galería

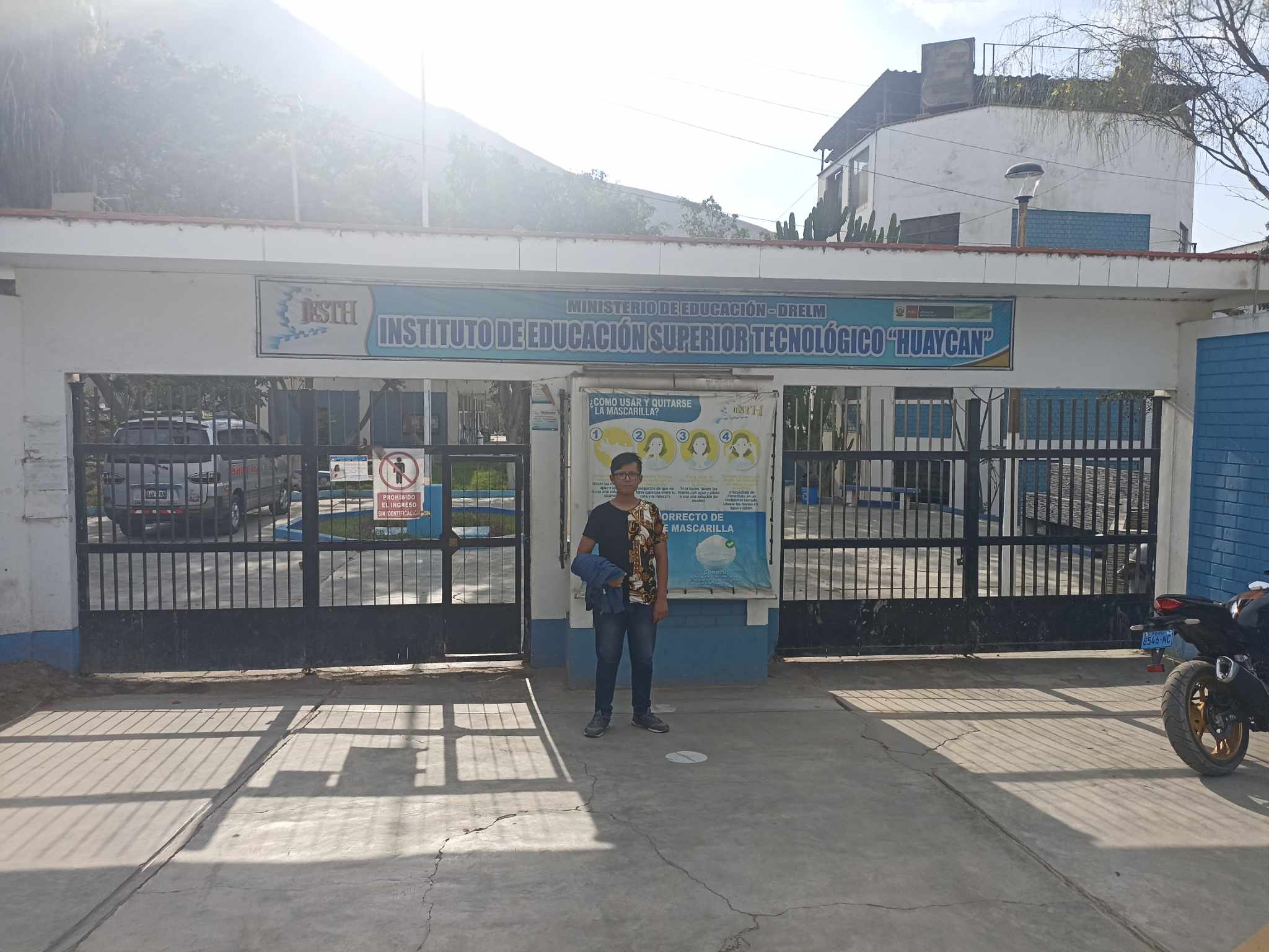
Instituto IESTP Huaycán
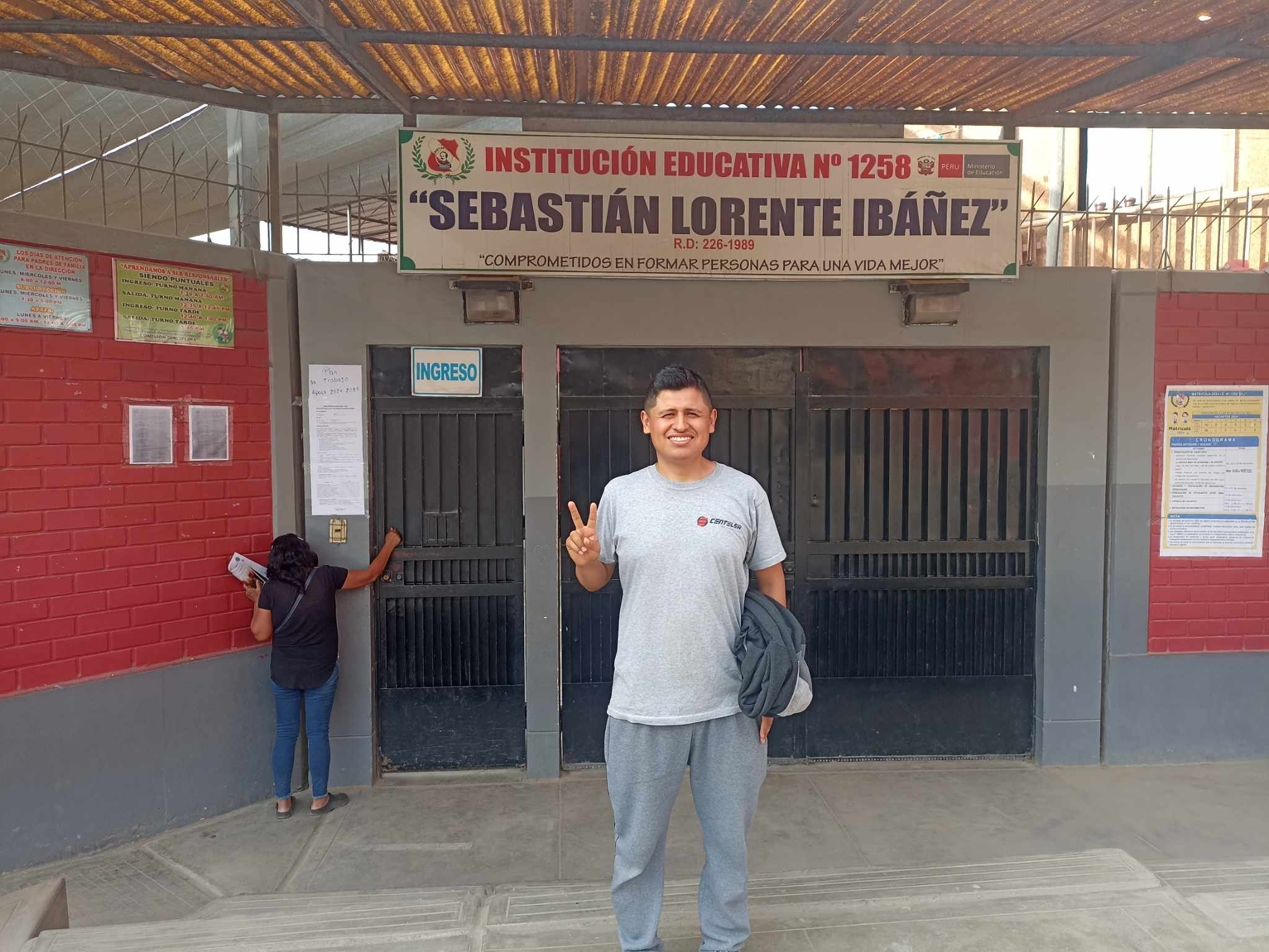
Colegio 1258 Sebastián Lorente
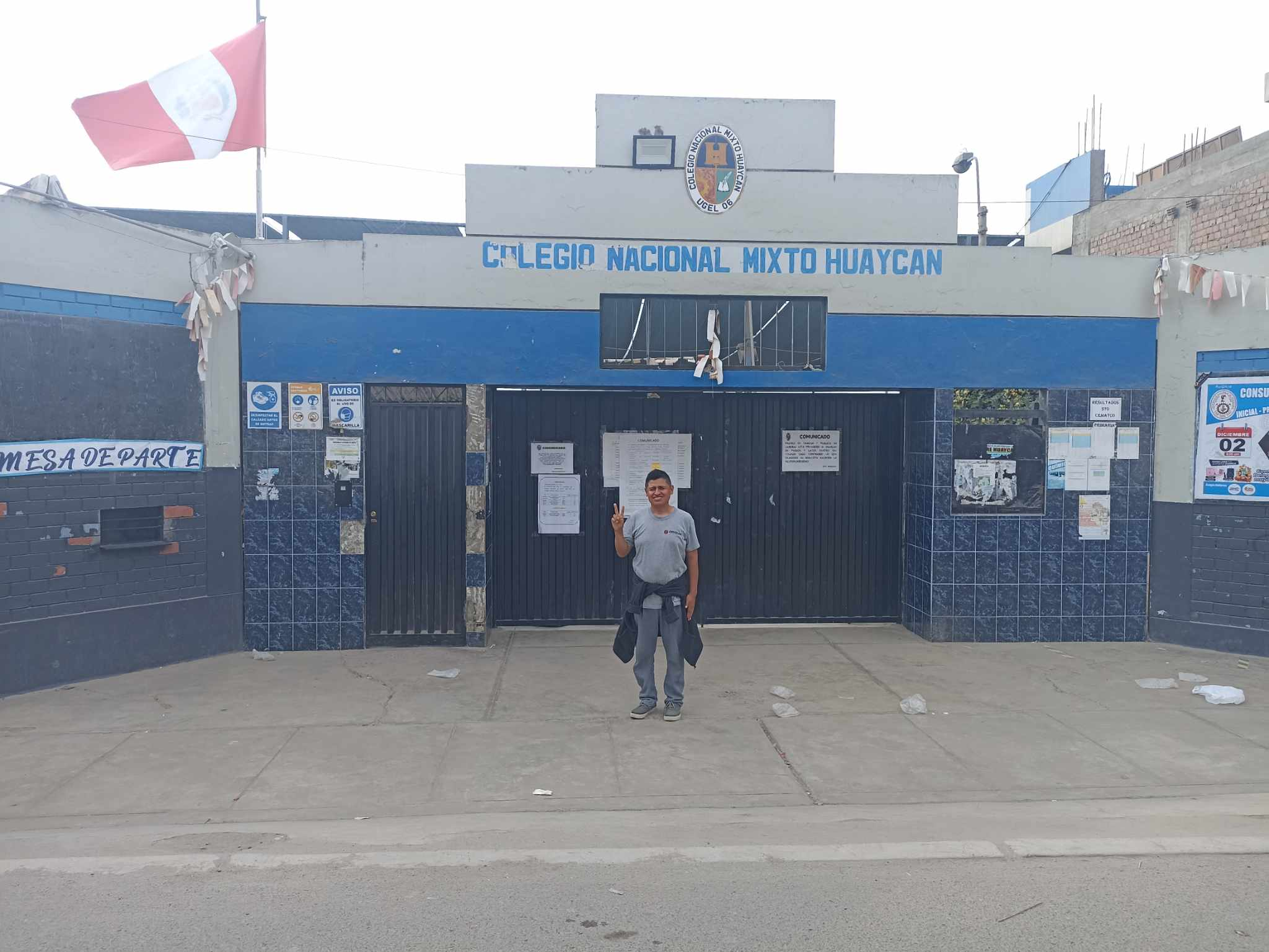
Colegio Mixto Huaycán
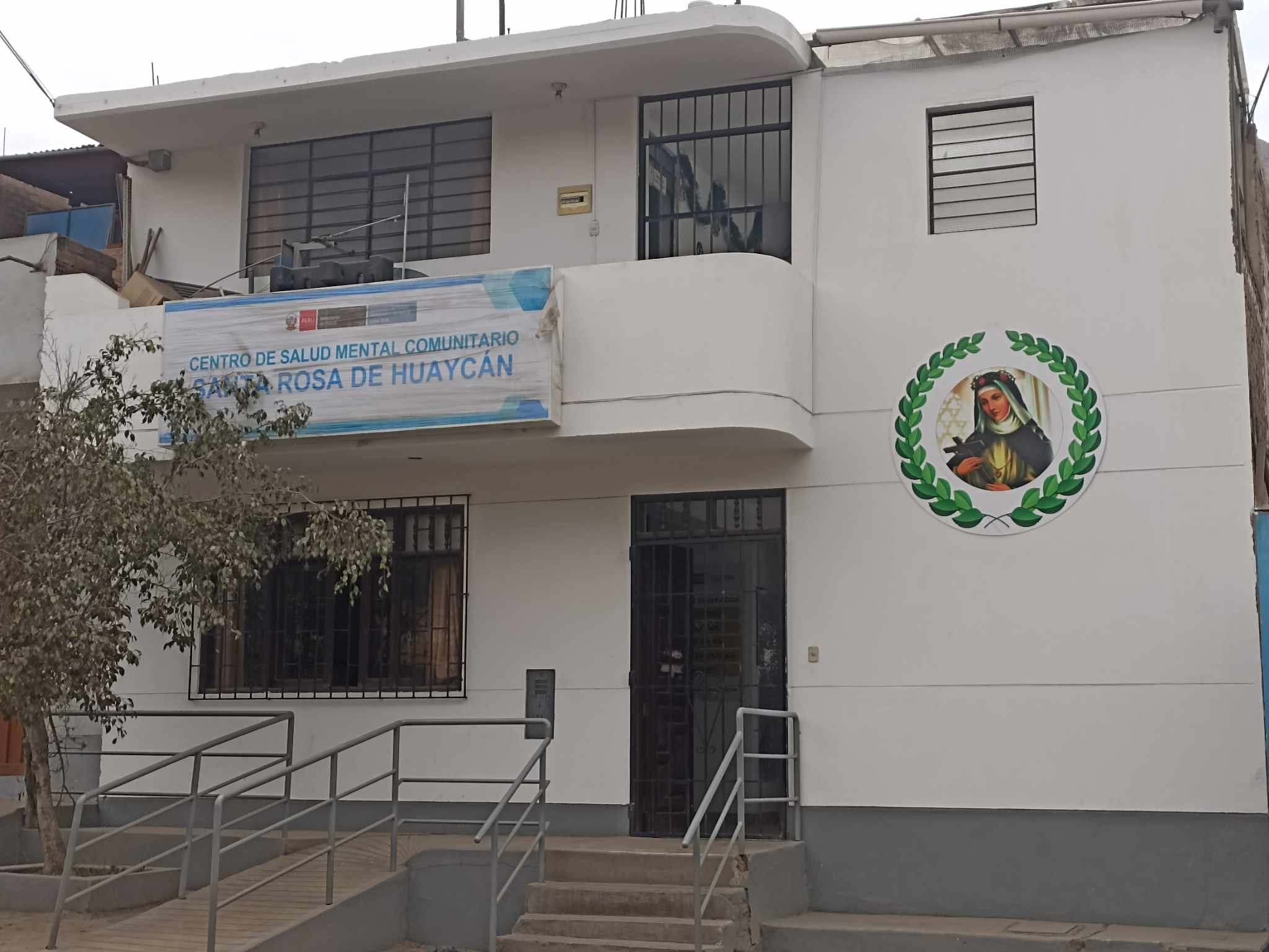
Centro de Salud Mental Santa Rosa de Huaycán
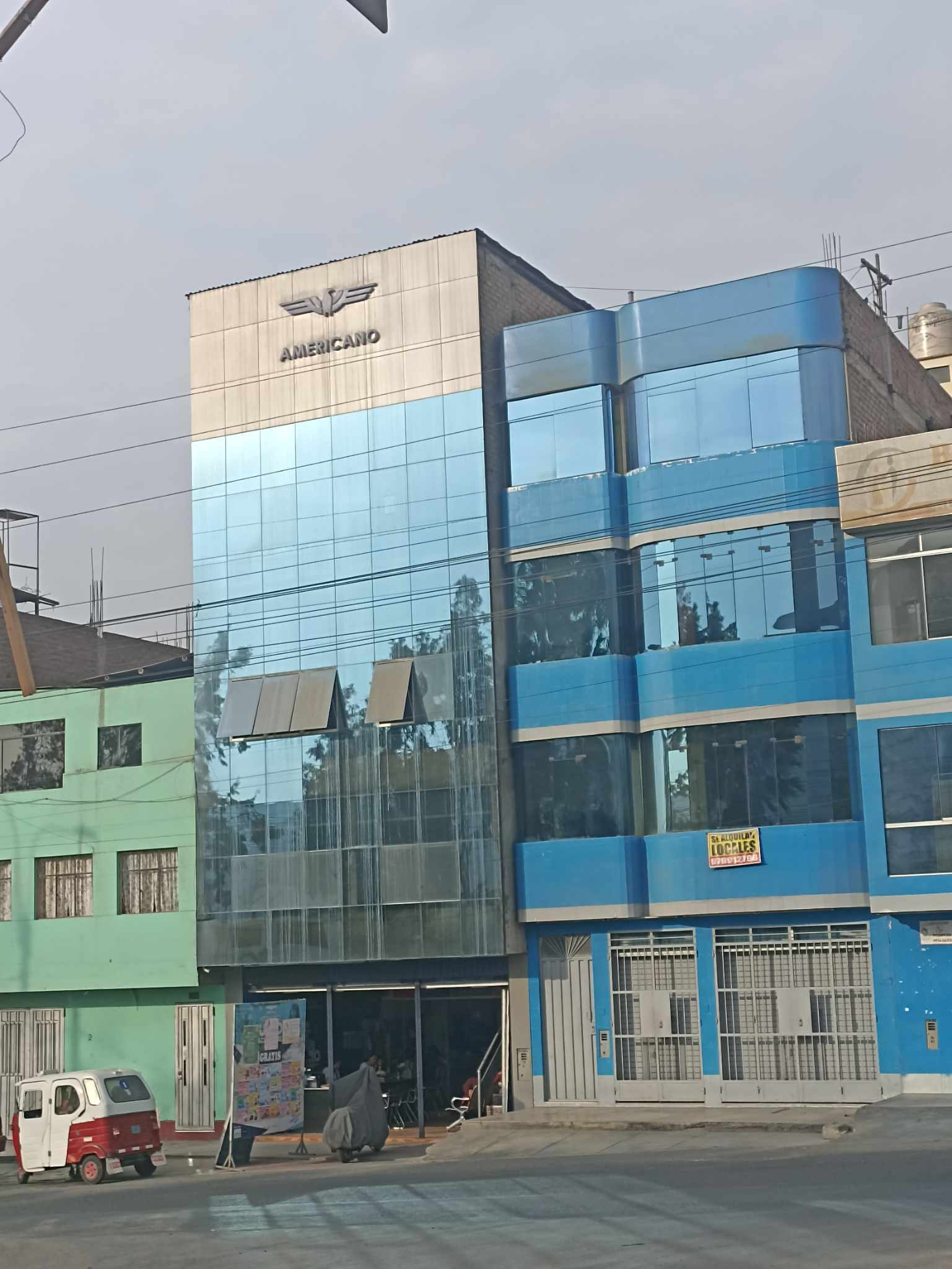
Instituto Americano
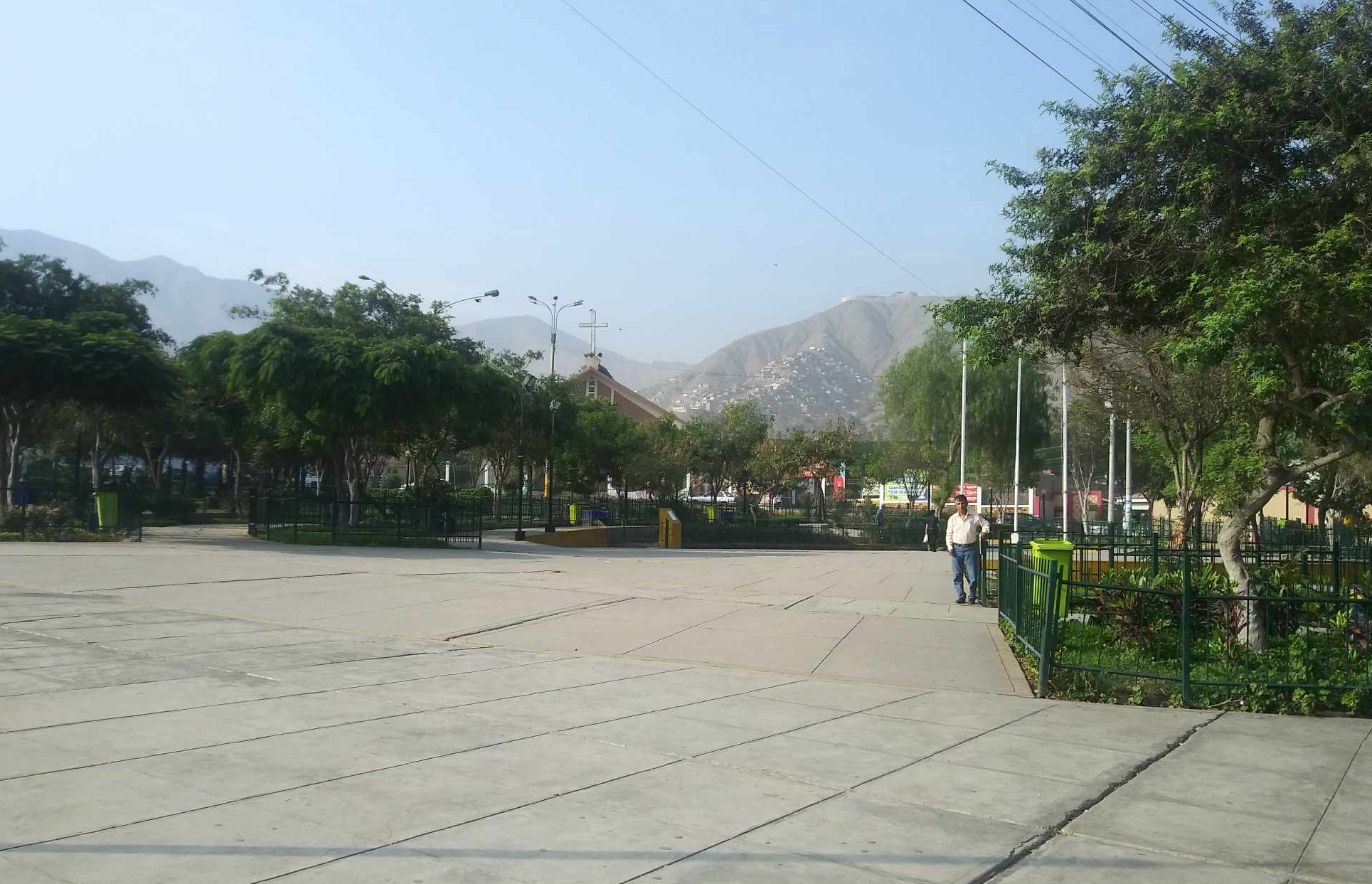
Plaza de armas de Huaycán
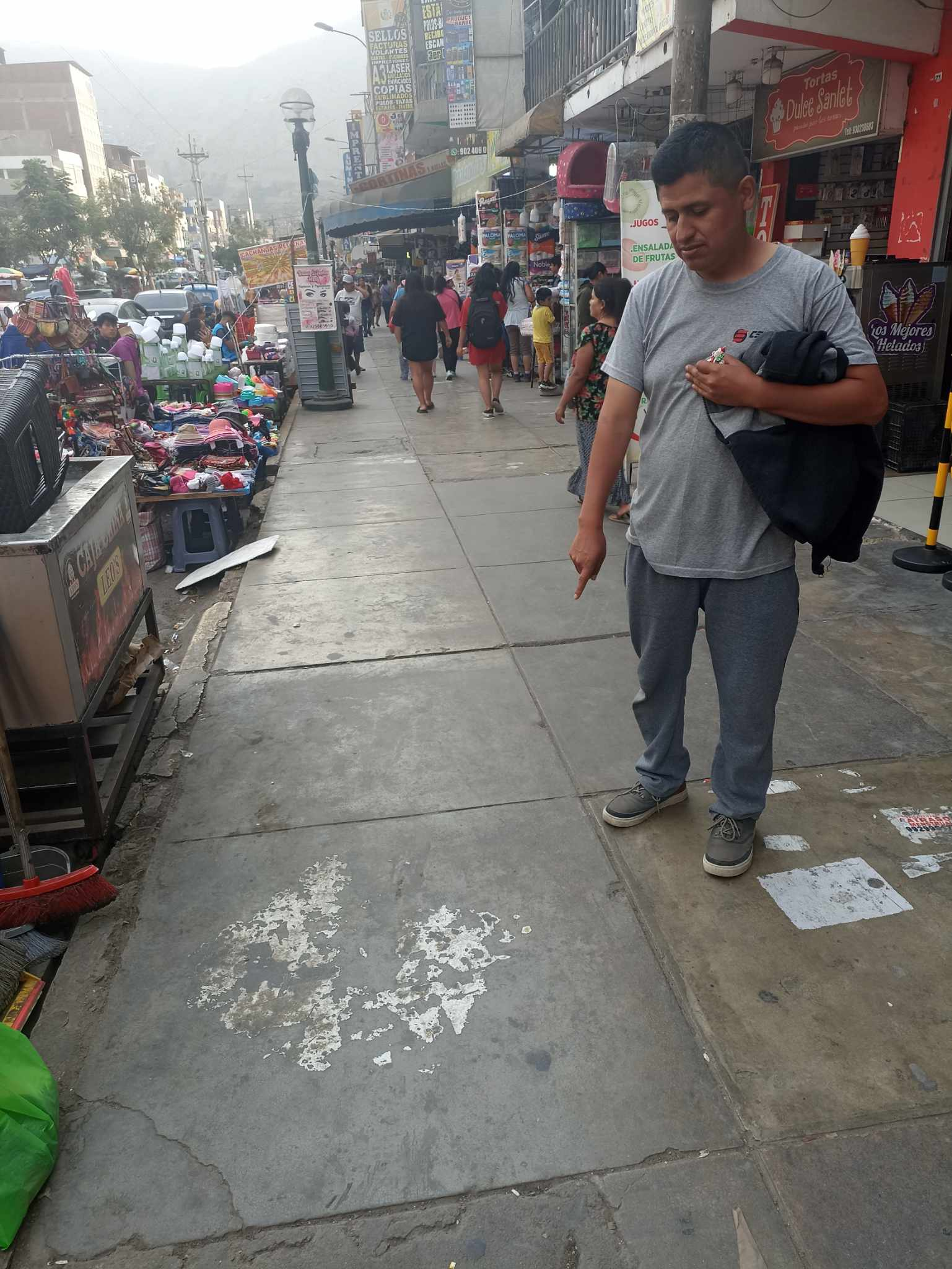
Mercado Modelo
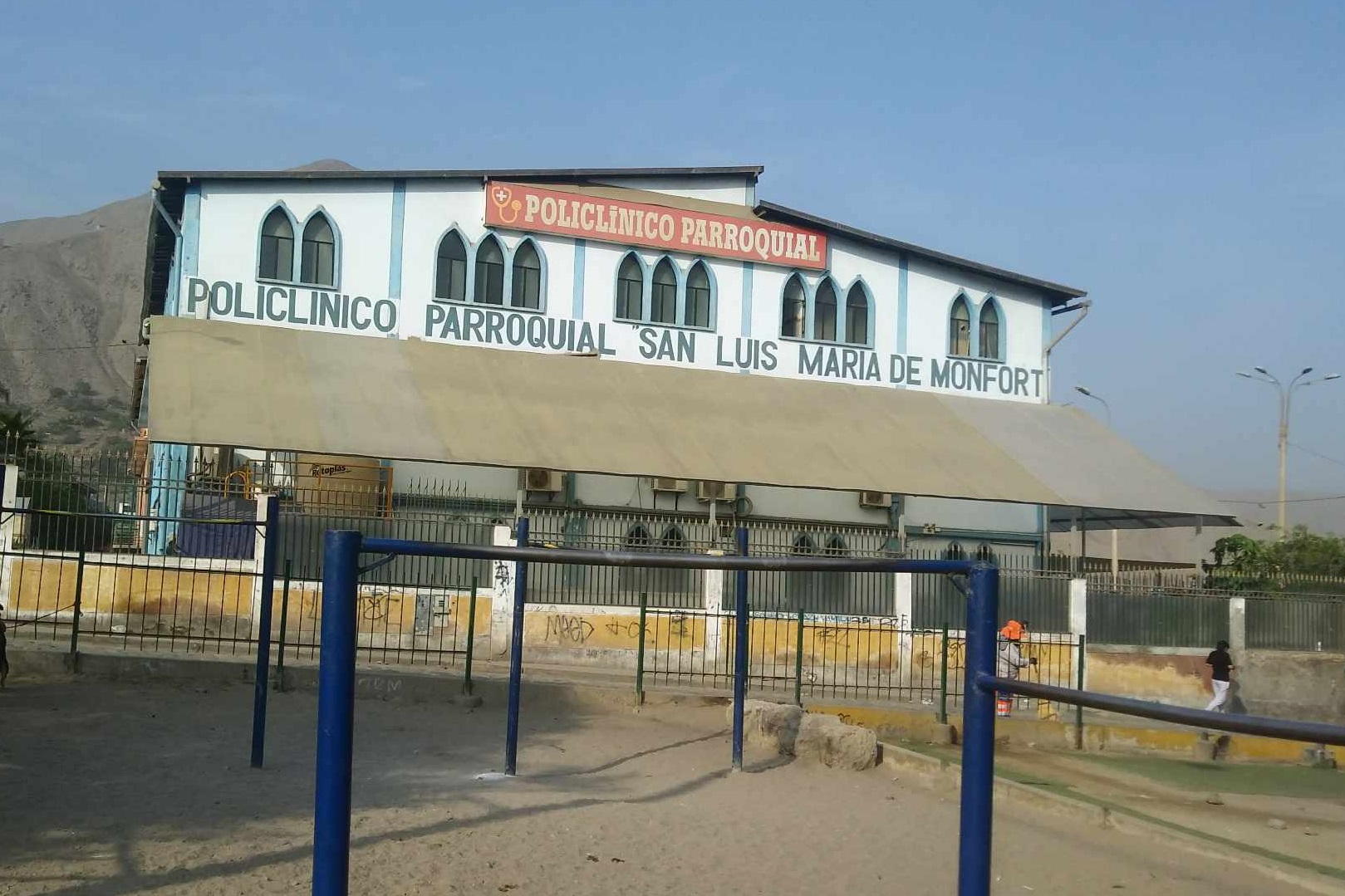
Policlínico Parroquial San Luis Maria De Montfort
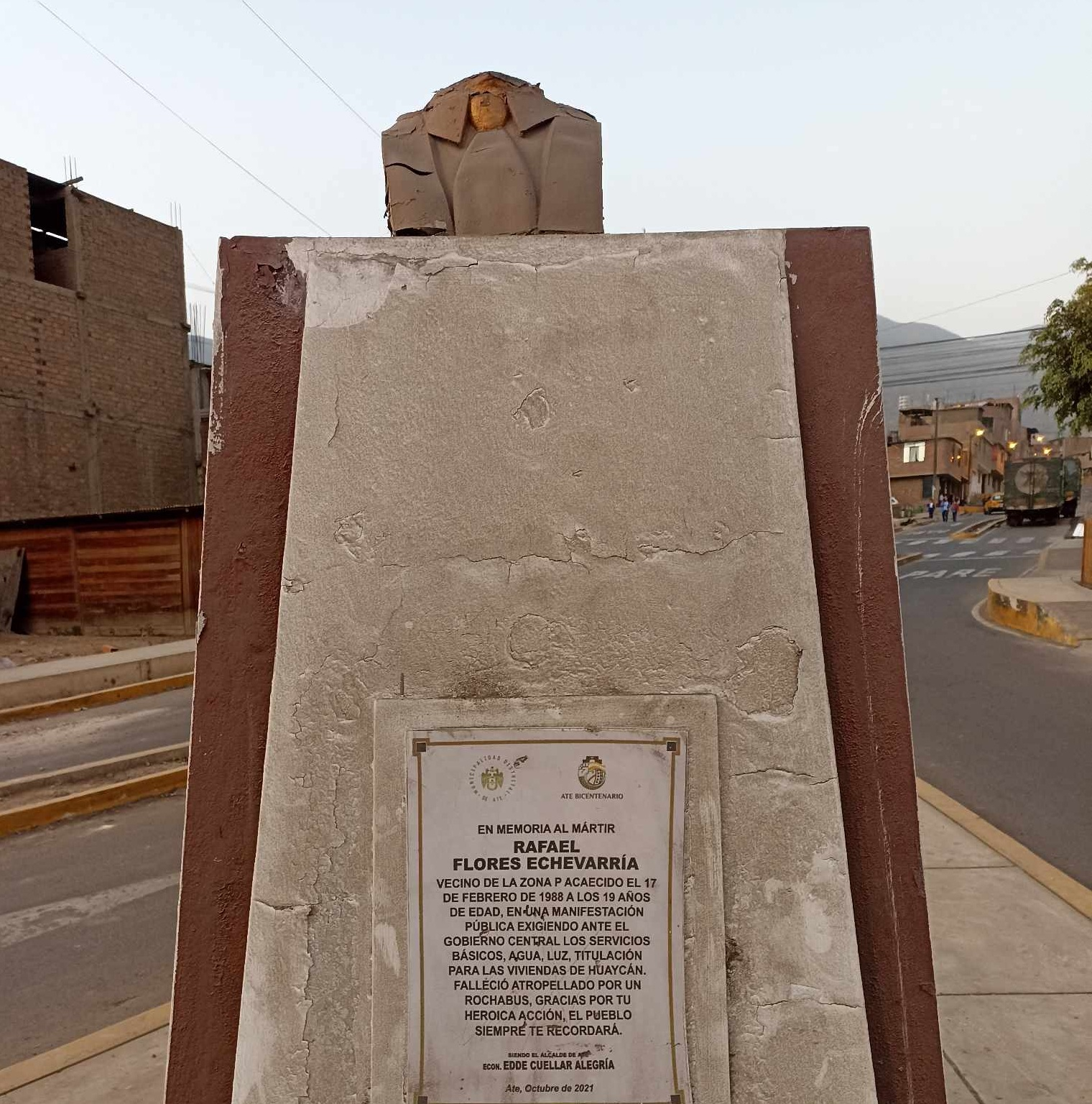
Monumento roto de Rafael Flores E.
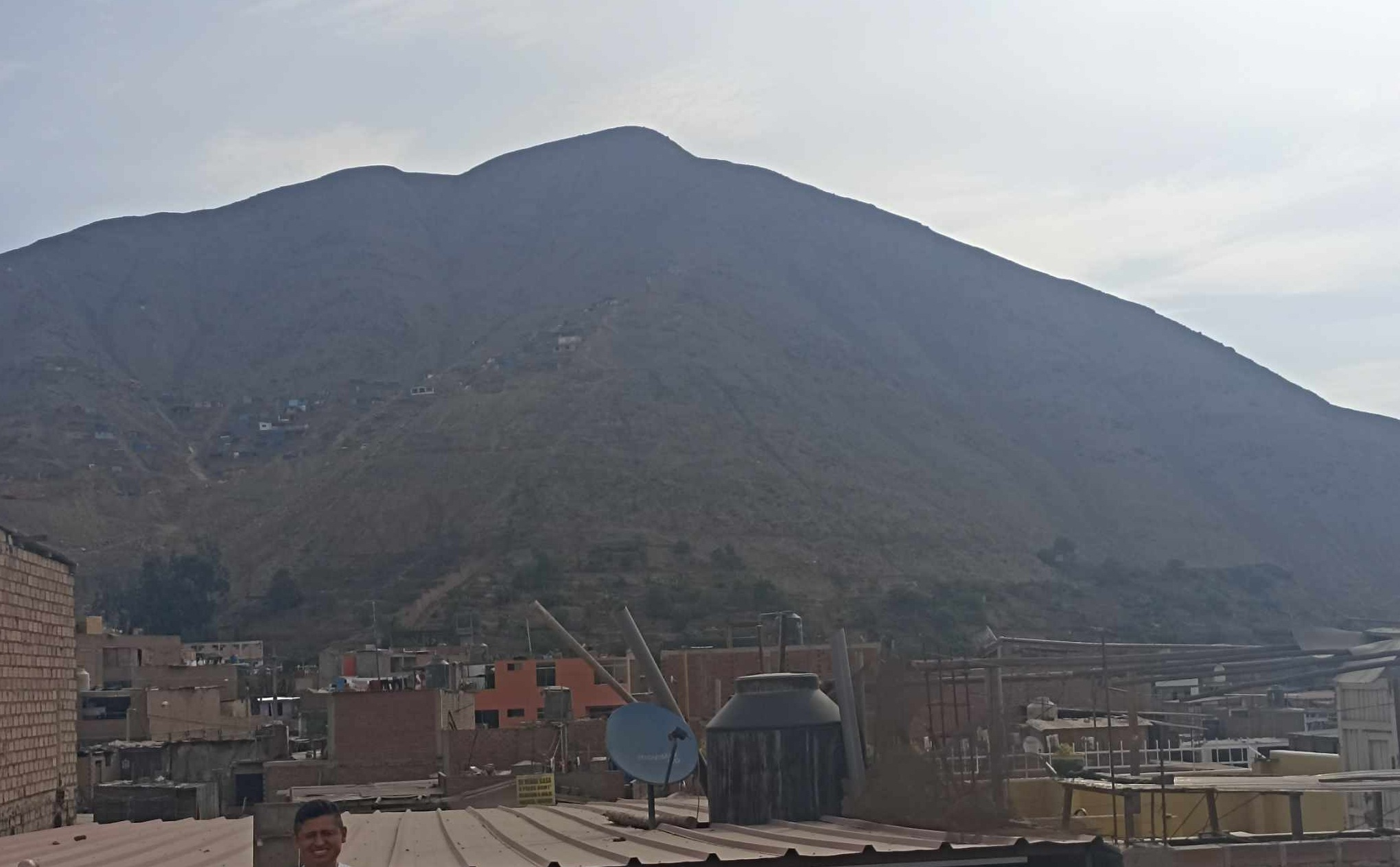
Cerro Uncatupi Caparicaya
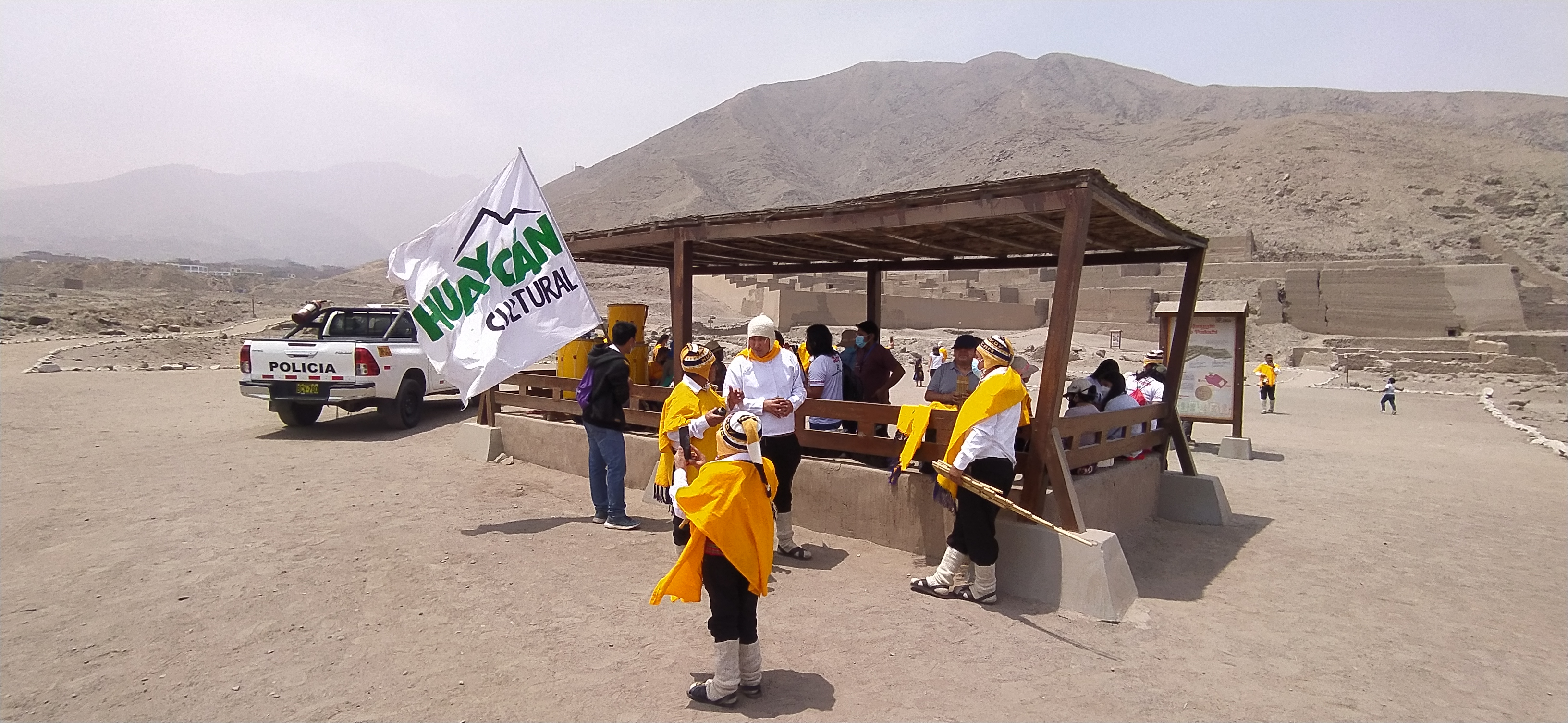
Huaycán Cultural
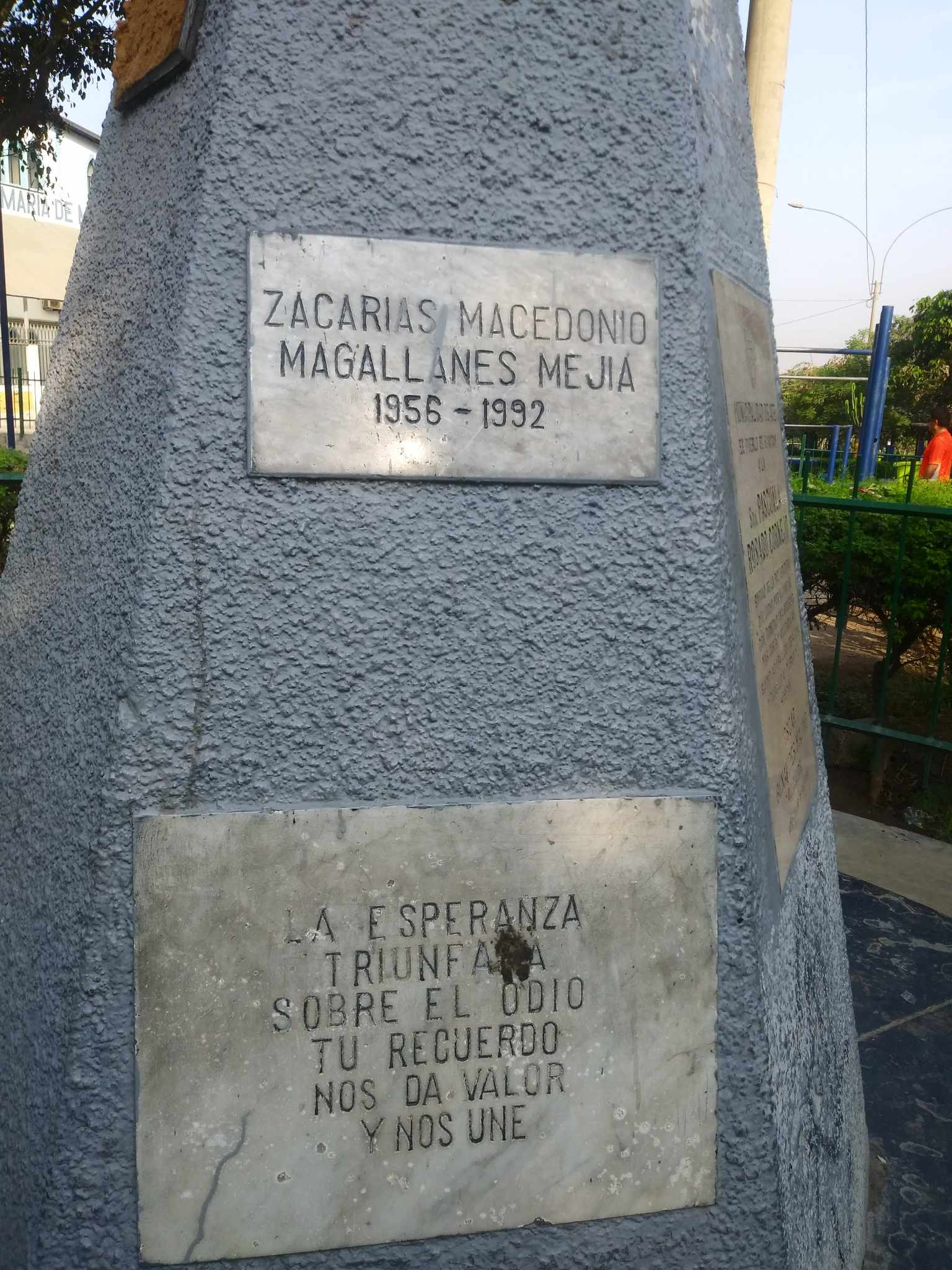
Homenaje a Zacarias Magallanes
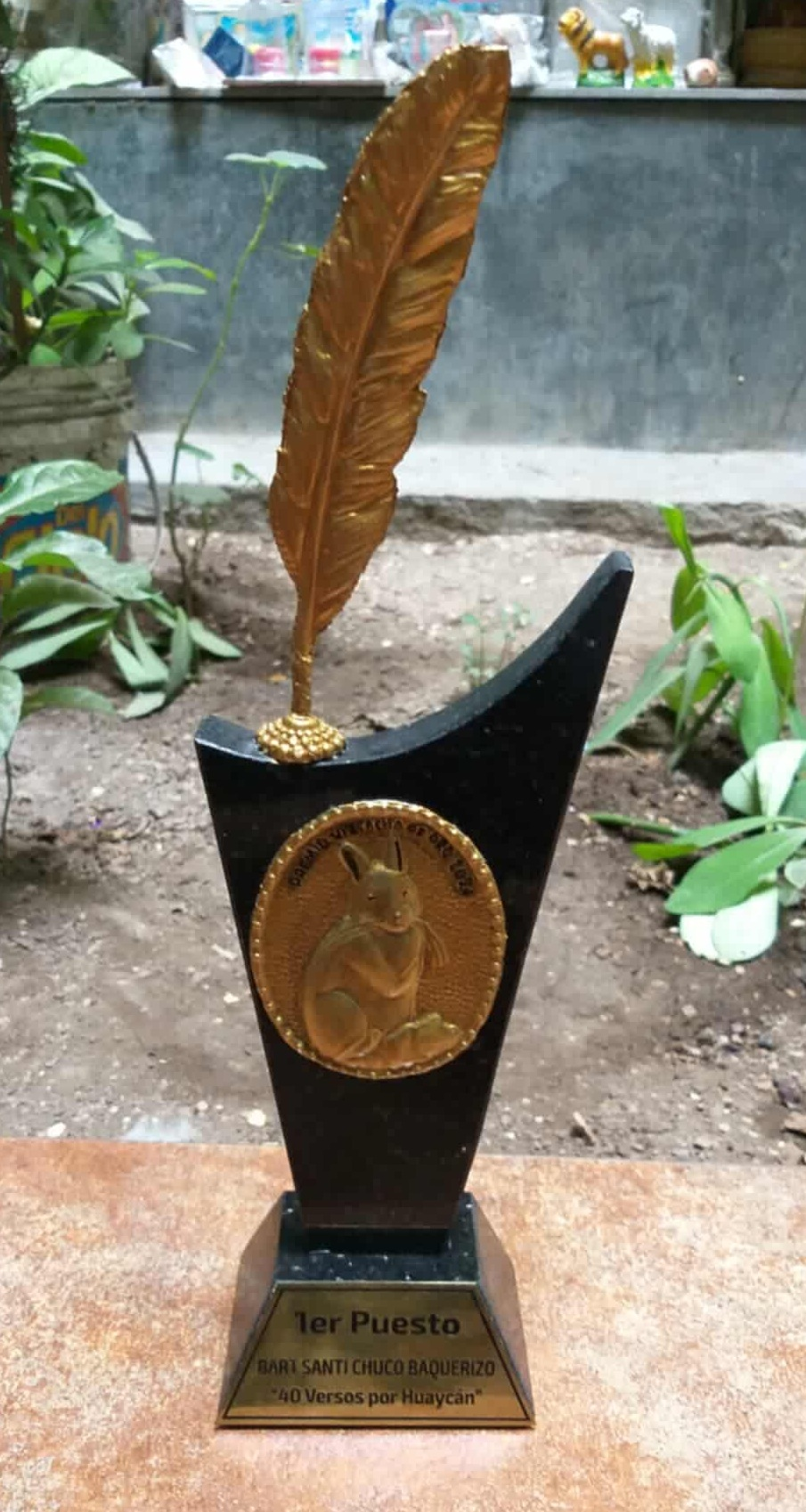
Premio Vizcacha de Huaycán
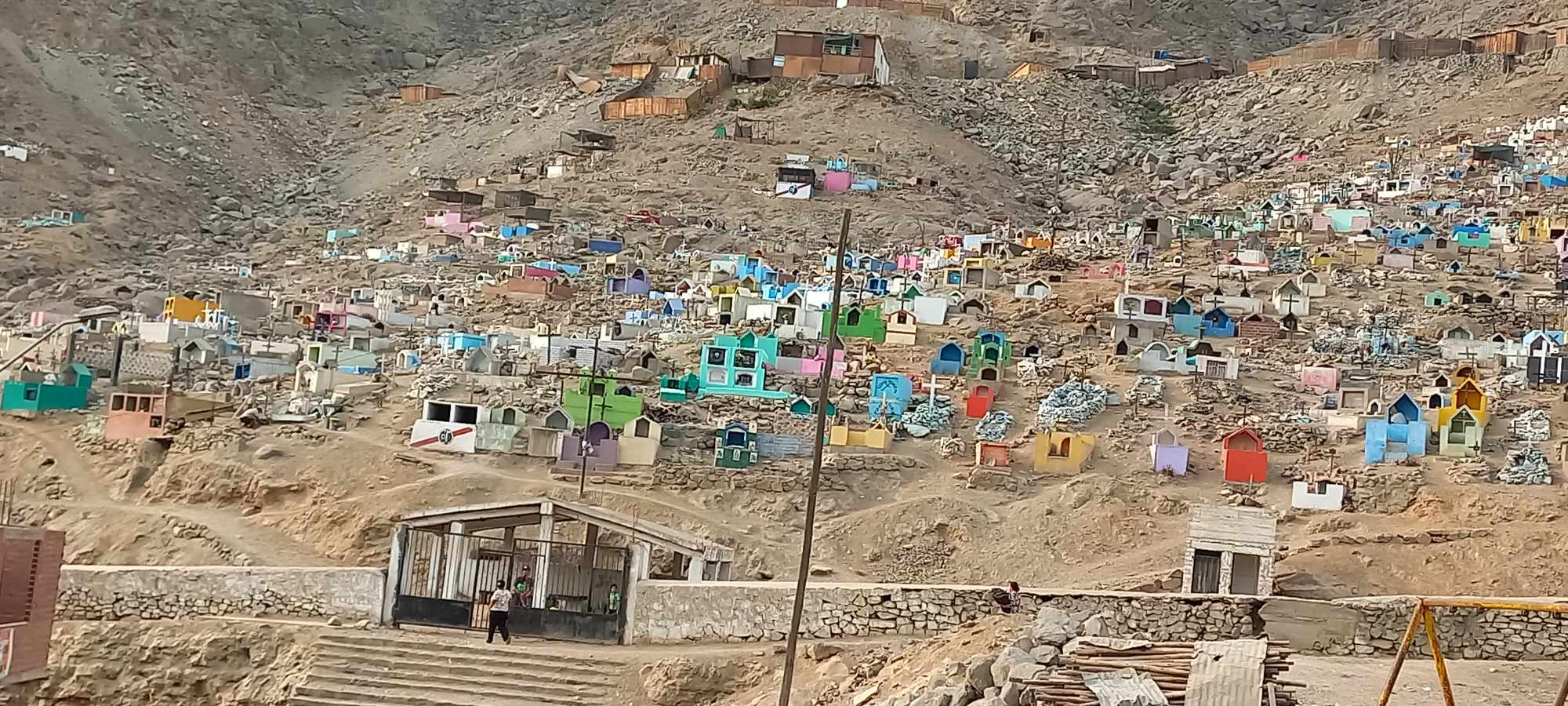
Cementerio de Huaycán